# ローカル路線バス乗り継ぎの旅
『ローカル路線バス乗り継ぎの旅』（ローカルろせんバスのりつぎのたび）は、テレビ東京系列の『土曜スペシャル』 で2007年10月20日から2017年1月2日まで放送されていたゲーム性のある旅番組シリーズである。略称は『バス旅』。
この項では、2016年2月13日に公開された劇場版『ローカル路線バス乗り継ぎの旅 THE MOVIE』（ローカルろせんバスのりつぎのたび ザ ムービー）、2017年3月25日から2022年8月20日まで放送されていた続編『ローカル路線バス乗り継ぎの旅Z』（ローカルろせんバスのりつぎのたびゼット）、2023年7月22日からの新シリーズ『ローカル路線バス乗り継ぎの旅W』（ローカルろせんバスのりつぎのたびダブリュ）についても記述する。

## 概要
本項では『ローカル路線バス乗り継ぎの旅』を「シリーズ1」、『ローカル路線バス乗り継ぎの旅Z』を「シリーズ2」、『ローカル路線バス乗り継ぎの旅W』を「シリーズ3」として記述する。
一般的な旅番組 とは趣が異なり、路線バスにより制限時間内に目的地へ到達することが目的となっている。このため一行は、制限日数内で最終目的地に到着することを最優先にしている。利用するバスの乗り継ぎ時間によっては有名な観光地を素通りすることもある反面、次に乗る予定のバスに間に合う、バス停近隣の、あまり知られていない穴場スポットに立ち寄ることもしばしばある。バスの車内や待ち時間における出演者と地元住民との触れ合いも紹介している。
シリーズ2までは男性のレギュラー出演者2人に女性ゲスト（番組では「マドンナ」と称している）1人を加えた3人が、日本国内にある路線バスを乗り継いで3泊4日の日程内に目的地への到達を目指した。シリーズ3では新たな番組のコンセプトとして、3人の出演者がすべて女性となった。

### シリーズ1（2007年10月 - 2017年1月）
太川陽介、蛭子能収の出演で2007年10月20日から2017年1月2日まで全25回が放送された。
第1弾は2007年10月に放送。当初は単発企画の予定だったが、一般的な旅番組とは一線を画す奇抜な内容が好評であったため、2008年度から年2回のレギュラー企画になり、2012年度からは年3回に拡大された。
視聴率競争の激戦区である土曜夜のゴールデンタイムにおいて10%を超える好調な視聴率になっていることから、テレビ東京の業績が好調なことがメディアで取り上げられる時には本番組が成功例として扱われることが多い。太川と蛭子が他局の番組で共演する機会もあり、本番組のエピソードも出演番組で語られたほか、2人をゲストに本番組のパロディが制作されたこともある。また、太川と蛭子がそれぞれ「路線バスで旅をするタレント」として番組に出演する機会も増えている他、久米宏、松本人志、伊集院光、中川翔子など著名人の中にも番組ファンを公言する者が多い。
番組の人気も相まって、2014年のゴールデンウイークに行われたテレ東フェスティバル 内のイベントで、初めて番組のトークショーが開催された ほか、2014年9月に「土曜スペシャル」企画枠の中で初となる公式ホームページを立ち上げ、過去に放送された内容や太川、蛭子、女性ゲストの3人が訪れた場所、乗車したバス等をまとめて紹介している。
2014年からこれまで放送された内容の一部がDVD化されて発売されている。
2016年4月より『土曜スペシャル』は放送時間が1時間半に短縮されたが、当番組は従来通り2時間半で放送されている。
2016年11月26日に放送された特別編の最後に、2017年1月2日放送の第25弾で太川と蛭子の二人が卒業することが発表された。
2017年1月2日放送の第25弾は当番組開始以来初めて『土曜スペシャル』枠外での放送となった。同放送でシリーズ1が完結し、第25弾のエンディングにて当番組の新シリーズが同年春から始動されることが告知された。
2020年秋に開催された『テレ東ほぼほぼ無観客フェス』の中で11月28日に、『ローカル路線バス乗り継ぎの旅 ファンの集い ～太川＆蛭子＆マドンナ生出演!今だからいろいろ聞いちゃおう会～』として、太川、蛭子、加藤紀子とプロデューサーの越山による有料ネット配信のトークショーが開催された。

### シリーズ2（2017年3月 - 2022年8月）
前シリーズ第25弾のエンディングにて、2017年春から新たなメンバーを迎えての新シリーズが放送される予定であることが告知された。
2017年3月18日に新シリーズのタイトル『ローカル路線バス乗り継ぎの旅Z』と、2代目の旅人として前述の特別編で旅人を務めた田中要次と羽田圭介の起用が、また前シリーズで旅人を務めた太川陽介のナレーションでの参加が発表され、同月25日にZ第1弾が放送された。
2022年8月20日放送の第19弾で負け越して田中・羽田の両コンビは解散となり、シリーズ2は終了した。
なお第17弾から放送終了後にTverやParaviにて、「バス旅」の正解ルートを考証しているサイト「タビリス」監修のルート答え合わせ企画「答え合わせ座談会」を放送。この企画は後継の「W」になっても引き続き行われている。成功した回でも実施されている。

### シリーズ3（2023年7月 - ）
2023年7月8日、新たに女性メンバーのみによる新シリーズ『ローカル路線バス乗り継ぎの旅W』の開始が公表された。タイトルにある『W』は、「Women」の頭文字である。前シリーズから約1年ぶりとなる同年7月22日に第1弾が放送された。
当初はリーダーやレギュラーが明確にはされていなかったが、2024年10月12日に放送された第4弾以降、髙木菜那（第3弾から参加）がリーダーとして明確に位置づけられている。

## 出演者

### レギュラー

#### シリーズ1
- 太川陽介（たがわようすけ）
リーダーとして一行の取りまとめ役を担っていた。バスの車内でも食事の場でも地図帳は手離さず、常に先々の予測を立ててルートのシミュレーションを入念に行っていた。地名にも詳しいことから、収録前から相当予習をして来ていると思われていた（ただし、ルートの下調べは彼自身のプライドから行わなかったらしい[15]）。
乗り継ぎで周囲に時間を潰せる食堂や喫茶店等がない場合や、ゆっくり座って食事をする時間的余裕がない場合に、さりげなく全員分のパンや中華まん、お菓子などを調達する気配りも欠かさなかった。
時間のない中でも食事は当地の名産を選択したり観光名所を訪ねていた。
蛭子のマイペースぶりには終始振り回されており、呆れる態度を示すことが多かった反面、蛭子や女性ゲストをからかう稚気を見せていた（蛭子が予約した宿ではほとんど定番の如く、蛭子の部屋ベッドを荒らして蛭子を困らせているが、「旅バラ」になっても同じことをしている）。
発言は青色のテロップで表示されていた。
2017年1月2日の放送をもって卒業したが、シリーズ2では第9弾までナレーターとして参加。
2019年以降も太川蛭子の旅バラやそのあとに放送された水バラのローカル路線バス乗り継ぎ対決旅などでリーダーとして活躍している。
その後2024年に始めた自身のYouTubeチャンネル「ルイルイちゃんねる」[16]の中でバス旅企画を行うことを公言し、5月から「シンバス旅」と銘打ってランダムに抽選した市町村間でバス旅を行う動画を投稿している[注 6]。
- 蛭子能収（えびすよしかず）
マイペースな性格・奇抜な言動・ゲストへの容赦ない毒舌は、この番組でも健在であった。
計画は太川に任せっきりで、時には「ここで温泉に入りたい」などとワガママを言って途中下車を提案することもあった。また、移動中には眠っていることが多く、キートンからツッコまれていた。
オープニングでは「ブラックエビス」と紹介されたこともあり、やりたい放題の言動と太川・女性ゲストとのやり取りは番組の大きな魅力となっていた[注 7]。
一方、宿泊施設や飲食店での交渉をしたりする役目を担っていた[注 8]。
ギャンブル好きのため、移動中でもパチンコ屋や競艇場を見つけると入りたがり、第7弾では休憩と称してパチンコ屋に寄ったせいでバスに乗り遅れる失態を犯した。
海産物が苦手[注 9] なため、昼食の際は当地の名産などに目もくれず、一人だけカレーライスやカツ丼のような定番メニューを注文していた（夕食も現地の名産ではなく、豚カツ等の揚げ物を頼む傾向があり、酒が飲めないため、ビールの代わりにコーラやジンジャーエールといった炭酸飲料を飲んでいた）。
回を重ねるうち、宿泊先は「当たりはずれ」のある旅館よりも「無難な」ビジネスホテルを好むようになっていた[注 10][注 11]。
大感謝祭において、特に東横インを好む理由を語っている。予約した宿でほとんどいつも太川にベッドを荒らされて困惑する。
発言は緑色のテロップで表示されていた。
2017年1月2日の放送をもって卒業[9]。
2019年に放送された太川蛭子の旅バラにも旅人として出演している。

#### シリーズ2
- 田中要次（たなかようじ）
基本的に地図の分析を担当、明確にリーダー役と決まっているわけではなく、自ら大きな決断をするのは得意でない。しかし、マドンナが自ら地図を分析したり先頭を歩いたりしてリーダーシップを発揮すると、焦りを見せた。
出会った人々に「バスの旅（のロケ）ですか?」と尋ねられると番組名を宣伝し、太川と蛭子が出演したシリーズ1に関する話が出た時には「僕たち、2代目です」とアピールするなど、広報も担当していた。
自分の聞き込みで得た情報が役立ってバスの乗り継ぎがうまくいくと、羽田とマドンナに褒めてもらおうとして自慢していた。
テレビドラマ『HERO』で田中が演じたバーテンダー役のおなじみのセリフである「あるよ」を使うことが多く（これを言うと『HERO』のメインテーマのBGMが少しだけ流れる）、特に宿泊施設にて3部屋確保できたときは、HEROのバーテンダー役とほぼ同じ険しい表情をしながら必ず言い、羽田とマドンナが「えっ、あるんですか?」と返すのがお約束であった。回によっては羽田やマドンナも言うことがあり、聞き込みをした一般人に言われた場合もあった。
3人の中で歩くのが最も苦手で、早朝出発や夜遅くまでの行動も好まず、乗り継ぎルートの調査よりも食事や宿探しを優先させようとする。口癖は「もう宿へ行こう、メシ食おう」。歩くときは風情のある旧道を通ったり洒落た喫茶店に立ち寄ったりすることを好んだ。
また隙あらば温泉宿に泊まりたがって羽田を困惑させていた。
発言は青色のテロップで表示されていた。
- 羽田圭介（はだけいすけ）
バスを見つけると突然ダッシュしたり（田中曰く「ハダッシュ」）、夕食のビールを一気飲みしたり、時折奇抜な言動を取ったりしていた。
新刊発売のたびに、自分の小説の宣伝をプリントした派手なTシャツなどを着用。
書店を見つけると著書の在庫があるかどうかチェックし、置かれていないと不機嫌になった。
宿泊施設に電話する際には「わたくし、芥川賞作家の羽田圭介と申しますが…」と名乗る。宿の和室にある座布団が分厚いと大喜びでテンションが上がっていた。
バスを長時間待つよりも歩いて進むことを好み、マドンナが徒歩を拒否してバスを待ちたいと主張した時は、論理的に説得しようと試み、歩き始めると寄り道する時間を惜しんでストイックに目的地を目指そうとする傾向にあり、道中で出会う人々との交流や周囲の景色にはあまり関心を示さなかった。長距離の徒歩が奏功してバスの乗り継ぎがうまく噛み合うこともあるが、結果的に時間と体力を無駄に消耗してしまうことも少なくない。
田中の食事や温泉への勧誘を却下するなどして、（田中に対する）ストッパーの役割を果たしていた。
発言は緑色のテロップで表示されていた。

#### シリーズ3
誰がレギュラーなのかは第3弾まで公式には明言されていなかったが、第4弾で初めて髙木菜那がリーダーであると発表された。

##### W第3弾までの出演者
- 赤江珠緒（あかえたまお）（W第1弾、第2弾）
発言のテロップは赤色で表示されていた。
第3弾では、番組冒頭のVTRで応援メッセージを寄せた。
- 三船美佳（みふねみか）（W第1弾 - 第3弾）
発言のテロップはオレンジ色で表示されていた。
映画『ローカル路線バス乗り継ぎの旅 THE MOVIE』では、マドンナとして出演している。
- 高城れに（たかぎれに）（ももいろクローバーZ）（W第1弾）
発言のテロップは紫色[注 12] のテロップで表示されていた。
『水バラ ローカル路線バスvs鉄道乗り継ぎ対決旅 第6弾』（2020年11月11日放送）に、鉄道チームで出演している。
- たけうちほのか（たけうちほのか）（W第2弾、第3弾）
発言のテロップは紫色で表示されていた。
第2弾では番組冒頭で「別の仕事で忙しい高城れにの代わり」と紹介された。
『水バラ ローカル路線バスvs鉄道乗り継ぎ対決旅 第17弾』（2023年9月20日放送）に、バスチームで出演している。
- 髙木菜那（たかぎなな）（W第3弾）
発言のテロップは水色で表示されていた。
『水バラ ローカル路線バス乗り継ぎ対決旅 陣取り合戦 第14弾』（2024年2月28日放送）に、河合チームで出演している。

##### W第4弾以降のリーダー
- 髙木菜那（たかぎなな）（W第4弾-）
第3弾での活躍により第4弾から正式なリーダーとなった。発言のテロップは赤色で表示された。
運動神経抜群で責任感がありチーム率いている。バスがある限り夜でも突き進むことから「バス旅新時代のルーキー」とも呼ばれていた。
2024年12月、2025年6月放送のテレ東系旅の日企画でも、番組チームのリーダーをつとめている。

### マドンナ
- シリーズ1、2における女性ゲスト。

### ナレーション
シリーズ1
- 生野文治[注 13]（第1弾）
- キートン山田（第2弾 - 第25弾まで）
第2弾から担当。主に観光地の紹介や3人の会話のフォローを行うが、旅をする3人（特に蛭子）に突っ込みを入れる場面や、バスや徒歩で興味を引かれつつも通過した場所の名物や歴史について、太川から「いまからキートンさんが解説してくれるから」と振られる場面[注 14] がある。また、自身がナレーションを担当している『ちびまる子ちゃん』（フジテレビ系）のエピソード[注 15] や「後半へつづく」というセリフを本番組でもたびたび使用している。

シリーズ2
- キートン山田（Z第1弾 - 第15弾）
2021年3月での声優業引退に伴い卒業した[19][20]。
- 太川陽介（Z第1弾 - 第9弾）
キートン山田と掛け合いでナレーションを担当した[21] が、『太川蛭子の旅バラ』放送開始に伴い卒業した。
- 津田健次郎（Z第16弾 - 第19弾）

シリーズ3
- 津田健次郎（W第1弾）
- 日野聡（W第2弾 - 第5弾）

### コンビ共演の他番組

#### 太川・蛭子コンビ
シリーズ1でコンビを組んだ2人は、この番組をきっかけにテレビ東京の他番組でも共演している。
- シーズン終了前の2016年1月2日には、当番組との連動で同局系列の新春時代劇『信長燃ゆ』で共演している。
- 当番組降板後は、同じ『土曜スペシャル』のシリーズである『いい旅・夢気分スペシャル』でもコンビを組んで毎回変わる女性ゲストと一緒に旅をしている[22][23][24][25][26]。2019年6月8日には同枠で『いい旅・夢気分 太川蛭子SP』が放送された。
- 『土曜スペシャル』では2018年9月8日に2人の新たな冠シリーズ企画『太川・蛭子のローカル鉄道寄り道旅』[27][28] を開始、2019年4月18日にはそれを母体に冠レギュラー番組『太川蛭子の旅バラ』が誕生した。

#### 田中・羽田コンビ
- 当番組降板後の2022年11月12日に太川・蛭子コンビ同様、同じ『土曜スペシャル』のシリーズである『いい旅・夢気分スペシャル』でもコンビを組んで旅をした[29][30]。失敗に終わった第17弾でマドンナだった神田愛花を再びマドンナに迎え、同弾の分岐点となった盛岡からバスを乗り継ぎ[注 16]、指定された絶景スポットを巡りながら再びゴールの田沢湖を目指し、制限時間までに到着した様子が放送された。
- 2023年1月11日放送の『水バラ 1歩1円ウォー金グ対決旅第2弾 日光東照宮〜中尊寺』にコンビで「バス旅Zチーム」（マドンナ：稲村亜美）として出演し、レギュラーの「こがけんチーム」に勝利する。このことから、第3弾以降は「こがけんチーム」と「バス旅Zチーム」の対決企画となったため、レギュラー出演している。

## 旅のルール
シリーズを重ねるにしたがってルールがまとまってきたこともあり、第13弾からはオープニング（出発地）で「路線バスの旅のルール」とテロップで掲出されるほか、公式ホームページでは「路線バスの旅のルール3箇条」として以下のように示されている。
1. 「3泊4日で指定の目的地にゴールすること。旅はすべてガチンコ。ルートだけでなく、撮影交渉も自分たちで行う[注 17]」
このルールはシリーズ開始当初から変わっていない。
2. 「移動は原則として路線バスのみを使用。高速バス、タクシー、鉄道、飛行機、船[注 18]、自転車、ヒッチハイクなど他の交通機関の利用は禁止」
タイトルの通り、移動には原則として路線バスを使用しなければならない。このため、4日間バスのみで長距離移動するのが不可能な沖縄県が選ばれることはない[31]。行程によっては乗り換えられるバス路線がなくなり、徒歩での移動を強いられることになる[注 19]。悪天候や暑さ、寒さに耐えながら数時間歩かなければならないことも珍しくない。
このルールは第5弾から厳格化され、第4弾までは行き詰まった時やそもそもバス路線自体が存在しない場合[注 20]に限りタクシーや高速バス[注 21]を利用する場合もあったが明確に禁止となった[注 22]。路線バス廃止代替に伴う予約制デマンドタクシーの利用も同じく禁止である。悪天候や道路状況の都合で徒歩移動が不可能もしくは極端に危険であると判断された場合は、その場の判断で特例的に他の手段をとることがある[注 23][注 24][注 25]。
なお高速バスのほか、東武バスウエストの新高01系統などの高速道路を通る路線バスも基本的には利用できないが、高速道路を通らない区間は利用できる[注 26][注 27]。デマンドバスではないコミュニティバス、一般路線バス扱いの空港連絡バス、一般の利用が可能な送迎バス[注 28] は利用できる。また、運賃制度が鉄道運賃扱いであっても鉄道代行バスおよびBRTは利用できる[注 29]。高速自動車国道以外の高規格道路については、名阪国道などの無料の自動車専用道に関しては例外なく利用できる一方で、都市高速道路など有料の自動車専用道路を通る一般路線バスについては、有料の区間も含めて利用可の場合と、有料の区間は利用不可の場合がある。このルールは後年になるにつれて厳格化された[注 30][注 31]。この他、滞在する宿や利用した施設の厚意による「送迎」という形で、中断した場所と宿や施設等との間を車で移動することは許されている[注 32][注 33]。
3. 「目的地へ向かうルートは自分たちで決める。情報収集でインターネットを利用することは禁止。紙の地図や時刻表、案内所や地元の人からの情報のみ使用OK」
バスルートや宿泊先に関する情報の収集は、旅先で出会った人たち（役場、路線バスの運転手、路線バス会社の営業所・案内所、観光案内所を含む）からのみ可能で、自分たちがスマートフォンなどを使ってインターネットから調べることはできない。ただし、現地で出演者から質問を受けた人たちが厚意で自らインターネット等で調べた情報はもらうことができる[注 34]。
また、ロケ開始前に予習ができないように、出演者には当日まで目的地は知らされない。第24弾まではロケ3日前に出演者を集め、ルートを描いた地図がスタッフから渡されていた。

### Zにおける独自のルール
Zでは、以下の2つのルールが追加されていた。
1. 成績が負け越しとなった場合、又は3連続で失敗した場合は降板、シリーズ終了（Z第9弾から）
Z第8弾終了の時点で4勝4敗となり、成績不振のため追加された。
Z第9弾（4勝4敗）、Z第13弾（6勝6敗）の2度のカド番はゴール成功したが、9勝9敗で迎えた3度目のカド番であったZ第19弾でゴール失敗しついに負け越し、田中・羽田は降板させられた。
この3回のカド番はいずれも「3連敗」と「負け越し」が同時にかかっていたため、「勝ち越していても3連敗すれば終了」なのか、「3連敗でなくとも負け越せば終了」なのかは明言されていない。
2. 目的地への到着は必ずバスを使わなければならない（Z第13弾から）
徒歩でゴールに到達できる距離でも、最後は必ずバスでゴールに向かわなければならない。
シリーズ1の第24弾で、「今日の24時までにゴールすればいいんですよね?」というマドンナの質問に「そんな時間までバスがあるわけないでしょ」と太川が答えるシーンがあり、このルールの存在が暗示された[注 35][注 36]。
なお、Z第5弾ではバスで到達できても、ゴールの高知城に入門できなければ失敗扱いになるルールで行われた。
ちなみに、スタートに関してはスタート地点最寄り以外のバス停からの乗車やそのための徒歩は許容される[注 37]。

### その他
回によってチェックポイント制が導入されることがある。この場合、チェックポイントでの写真撮影というルールが追加される。

## 制作上の特徴など
制作に際しては「やらせ」の誤解を招かない範囲で、事前にスタッフ側で想定されるルート周辺の全てのバス会社に番組の趣旨や乗車時期や乗車予定区間などを伝え、「もし乗ることがあったら、ご対応をよろしくお願いします」という形で協力と車内撮影許可を依頼している。通勤時間帯や都市部などでは、車内の撮影許可を出さない会社もある。
スタッフの宿については、出演者が宿を確保した後に取っている。また、出演者が泊まる宿の空き部屋数が少ない場合や満室の場合などの時は、近隣の宿泊施設で探して宿を取っている。

## シリーズ1
『ローカル路線バス乗り継ぎの旅』

### レギュラー放送
2007年10月20日 - 2017年1月2日（全25弾）
| 放送内容 | 放送内容               | 放送内容                                                            | 放送内容                            | 放送内容                        | 放送内容       | 放送内容                   | 放送内容 | 放送内容 | 放送内容                                               | 放送内容 | 放送内容                                                                     |
| 弾       | 放送日時               | 番組タイトル                                                        | 出発地                              | 目的地                          | マドンナ       | ロケ日                     | ルート   | 結果     | 行程・費用                                             | DVD      | 備考                                                                         |
| 2007年   | 2007年                 | 2007年                                                              | 2007年                              | 2007年                          | 2007年         | 2007年                     | 2007年   | 2007年   | 2007年                                                 | 2007年   | 2007年                                                                       |
| -------- | ---------------------- | ------------------------------------------------------------------- | ----------------------------------- | ------------------------------- | -------------- | -------------------------- | -------- | -------- | ------------------------------------------------------ | -------- | ---------------------------------------------------------------------------- |
| 1        | 10月20日 19:00 - 20:54 | にっぽん列島横断 ローカルバス乗り継ぎの旅                           | 神奈川県 （横浜駅）                 | 富山県 （氷見駅）               | 中島史恵       | 2007年 9月11日 - 9月14日   | [ † 1 ]  | 成功     | 乗継数：19本 走行距離：600 km                          | 未       | 12.7%・6位                                                                   |
| 2008年   |                        |                                                                     |                                     |                                 |                |                            |          |          |                                                        |          |                                                                              |
| 2        | 3月22日 19:00 - 20:54  | 東海道 人情ふれあい珍道中 ローカル路線バス乗り継ぎの旅              | 東京都 日本橋                       | 京都府 （三条大橋）             | 相本久美子     | 2008年 2月24日 - 2月27日   | [ † 2 ]  | 失敗     | 乗継数：41本 交通費：19,710円                          | 未       | 15.3%・4位                                                                   |
| 3        | 10月4日 19:00 - 20:54  | 秋の北海道縦断！ ローカル路線バス乗り継ぎ ふれあい旅                | 北海道 （函館駅）                   | 北海道 （宗谷岬）               | 伊藤かずえ     | 2008年 9月8日 - 9月11日    | [ † 3 ]  | 成功     | 乗継数：23本 走行距離：970 km バス運賃：22,910円       | 第3弾    | 9.9%                                                                         |
| 2009年   |                        |                                                                     |                                     |                                 |                |                            |          |          |                                                        |          |                                                                              |
| 4        | 3月28日 19:00 - 20:54  | 人情ふれあい珍道中！ 春の山陽道 ローカル路線バス乗り継ぎの旅        | 京都府 （三条大橋）                 | 広島県 （宮島）                 | 根本りつ子     | 2009年 3月3日 - 3月6日     | [ † 4 ]  | 成功     | 乗継数：37本 走行距離：580 km バス運賃：18,380円       | 未       | 8.4%                                                                         |
| 5        | 9月5日 19:00 - 20:54   | みちのく奥州街道 日光～松島 ローカル路線バス乗り継ぎ 人情ふれあい旅 | 栃木県 （日光駅）                   | 宮城県 （松島普賢堂）           | 藤田朋子       | 2009年 8月11日 - 8月14日   | [ † 5 ]  | 成功     | 乗車バス：27本 走行距離：360 km 合計運賃：13,760円     | 未       | 11.1%                                                                        |
| 2010年   |                        |                                                                     |                                     |                                 |                |                            |          |          |                                                        |          |                                                                              |
| 6        | 2月27日 19:00 - 20:54  | 冬の奥州街道（松島～竜飛岬） ローカル路線バス乗り継ぎの旅           | 宮城県 （松島普賢堂）               | 青森県 竜飛崎                   | 山田まりや     | 2010年 2月1日 - 2月4日     | [ † 6 ]  | 成功     | 乗車バス：31本 走行距離：600 km 合計運賃：16,350円     | 未       | 11.7%・8位                                                                   |
| 7        | 9月4日 19:00 - 20:54   | 青森から新潟 ローカル路線バス乗り継ぎ 人情ふれあい旅                | 青森県 （青森駅）                   | 新潟県 （萬代橋）               | 中山エミリ     | 2010年 8月10日 - 8月13日   | [ † 7 ]  | 失敗     | 乗車バス：24本 走行距離：430 km 合計運賃：18,430円     | 第4弾    | 10.6%                                                                        |
| 2011年   |                        |                                                                     |                                     |                                 |                |                            |          |          |                                                        |          |                                                                              |
| 8        | 3月26日 19:00 - 20:54  | 京都～出雲 ローカル路線バス乗り継ぎ 人情ふれあいの旅                | 京都 （三条大橋）                   | 島根県 （出雲大社）             | 川上麻衣子     | 2011年 3月1日 - 3月4日     | [ † 8 ]  | 成功     | 乗車バス：22本 走行距離：470 km 合計運賃：13,920円     | 第1弾    | 8.6%                                                                         |
| 9        | 7月30日 19:00 - 20:54  | 出雲～枕崎 ローカル路線バス乗り継ぎ 人情ふれあい旅                  | 島根県 （出雲市駅）                 | 鹿児島県 （枕崎駅）             | 芳本美代子     | 2011年 7月4日 - 7月7日     | [ † 9 ]  | 成功     | 乗車バス：30本 走行距離：860 km 合計運賃：25,020円     | 第2弾    | 9.2%                                                                         |
| 10       | 12月3日 19:00 - 20:54  | ローカル路線バス乗り継ぎ 人情ふれあい旅 ～四国ぐるり一周～          | 徳島県 （徳島駅）                   | 徳島県 （鳴門海峡）             | 遠藤久美子     | 2011年 11月15日 - 11月18日 | [ † 10 ] | 失敗     | 乗車バス：26本 走行距離：860 km 合計運賃：25,220円     | 第2弾    | 11.0%                                                                        |
| 2012年   |                        |                                                                     |                                     |                                 |                |                            |          |          |                                                        |          |                                                                              |
| 11       | 4月28日 19:00 - 20:54  | 高松～伊勢 ローカル路線バス乗り継ぎ 人情ふれあい珍道中              | 香川県 （高松駅）                   | 三重県 （伊勢神宮内宮）         | いとうまい子   | 2012年 3月14日 - 3月17日   | [ † 11 ] | 成功     | 乗車バス：41本 走行距離：550 km 合計運賃：18,150円     | 未       | 9.7%                                                                         |
| 12       | 9月1日 18:30 - 20:54   | ローカル路線バス乗り継ぎの旅 松阪～松本                             | 三重県 （松阪駅）                   | 長野県 （松本城）               | 加藤紀子       | 2012年 8月14日 - 8月17日   | [ † 12 ] | 成功     | 乗車バス：42本 走行距離：約430km 合計運賃：13,680円    | 第1弾    | 2時間30分スペシャル 12.8%・5位 2020年3月25日、『水バラ』枠で再編集版を放送。 |
| 2013年   |                        |                                                                     |                                     |                                 |                |                            |          |          |                                                        |          |                                                                              |
| 13       | 1月5日 18:30 - 21:48   | ローカル路線バス乗り継ぎ 人情ふれあい旅 東京～新潟                  | 東京都 （新宿駅西口）               | 新潟県 （萬代橋）               | 田中律子       | 2012年 12月5日 - 12月8日   | [ † 13 ] | 成功     | 乗車バス：36本 走行距離：約450km 合計運賃：15,320円    | 第7弾    | 3時間30分スペシャル 13.2%・4位 2020年2月19日、『水バラ』枠で再編集版を放送。 |
| 14       | 4月27日 18:30 - 20:54  | ローカル路線バス乗り継ぎ 人情ふれあい旅 名古屋～能登半島            | 愛知県 （名鉄バスセンター）         | 石川県 （道の駅狼煙）           | 森下千里       | 2013年 4月2日 - 4月5日     | [ † 14 ] | 成功     | 乗車バス：29本 走行距離：約600km 合計運賃：17,990円    | 未       | 12.2%・4位                                                                   |
| 15       | 8月31日 18:30 - 20:54  | ローカル路線バス乗り継ぎ 人情ふれあい旅 米沢～大間崎                | 山形県 （米沢駅）                   | 青森県 （大間崎）               | さとう珠緒     | 2013年 8月6日 - 8月9日     | [ † 15 ] | 失敗     | 乗車バス：24本 走行距離：約510km 合計運賃：16,890円    | 第3弾    | 13.2%・5位 2020年2月26日、『水バラ』枠で再編集版を放送。                     |
| 2014年   |                        |                                                                     |                                     |                                 |                |                            |          |          |                                                        |          |                                                                              |
| 16       | 1月4日 18:30 - 21:48   | ローカル路線バス乗り継ぎ 人情ふれあい旅 館山～会津若松              | 千葉県 （館山駅）                   | 福島県 （鶴ヶ城）               | ちはる         | 2013年 12月9日 - 12月12日  | [ † 16 ] | 失敗     | 乗車バス：26本 走行距離：約460km 合計運賃：15,450円    | 第7弾    | 3時間30分スペシャル 13.0%・2位                                               |
| 17       | 4月26日 18:30 - 20:54  | ローカル路線バス乗り継ぎの旅 山口～室戸岬                           | 山口県 （山口駅）                   | 高知県 （室戸岬）               | 宮地真緒       | 2014年 4月1日 - 4月4日     | [ † 17 ] | 成功     | 乗車バス：33本 走行距離：約690km 合計運賃：19,680円    | 第6弾    | 12.6%・8位 2020年6月3日、『水バラ』枠で再編集版を放送。                      |
| 18       | 9月13日 18:30 - 20:54  | ローカル路線バス乗り継ぎの旅 静岡・御殿場～新潟・直江津             | 静岡県 （御殿場駅）                 | 新潟県 （直江津駅）             | 野村真美       | 2014年 8月19日 - 8月22日   | [ † 18 ] | 成功     | 乗車バス：27本 走行距離：約421km 合計運賃：14,520円    | 第5弾    | 10.9%・10位                                                                  |
| 2015年   |                        |                                                                     |                                     |                                 |                |                            |          |          |                                                        |          |                                                                              |
| 19       | 1月3日 18:30 - 22:09   | ローカル路線バス乗り継ぎの旅 大阪城～金沢・兼六園                   | 大阪府 （大阪城）                   | 石川県 （兼六園）               | マルシア       | 2014年 12月9日 - 12月12日  | [ † 19 ] | 成功     | 乗車バス：40本 走行距離：約430km 合計運賃：16,990円    | 第4弾    | 3時間45分スペシャル 12.4%・4位                                               |
| 20       | 6月20日 18:30 - 20:54  | ローカル路線バス乗り継ぎの旅 北海道洞爺湖～知床羅臼                 | 北海道 （洞爺湖温泉バスターミナル） | 北海道 （羅臼町）               | 森尾由美       | 2015年 5月20日 - 5月23日   | [ † 20 ] | 成功     | 乗車バス：20本 走行距離：約1,120 km 合計運賃：27,150円 | 未       | 9.5%                                                                         |
| 21       | 9月12日 18:30 - 20:54  | ローカル路線バス乗り継ぎの旅 紀伊半島ぐるり！ 大阪 堺～三重 鳥羽    | 大阪府 （堺駅）                     | 三重県 （国崎町）               | 高橋ひとみ     | 2015年 8月18日 - 8月21日   | [ † 21 ] | 失敗     | 乗車バス：28本 走行距離：約592km 合計運賃：19,530円    | 未       | 9.4%                                                                         |
| 2016年   |                        |                                                                     |                                     |                                 |                |                            |          |          |                                                        |          |                                                                              |
| 22       | 1月2日 18:00 - 21:00   | ローカル路線バス乗り継ぎの旅 水戸・偕楽園～長野・善光寺             | 茨城県 （偕楽園）                   | 長野県 （善光寺大門）           | 南明奈         | 2015年 12月8日 - 12月11日  | [ † 22 ] | 失敗     | 乗車バス：26本 走行距離：約400km 合計運賃：10,710円    | 未       | 3時間スペシャル 8.5%                                                         |
| 23       | 6月25日 18:30 - 20:54  | ローカル路線バス乗り継ぎの旅 宮崎・青島～長崎・グラバー邸           | 宮崎県 （青島）                     | 長崎県 （グラバー園）           | はいだしょうこ | 2016年 4月12日 - 4月15日   | [ † 23 ] | 成功     | 乗車バス：21本 走行距離：約720km 合計運賃：22,070円    | 第6弾    | 10.1%                                                                        |
| 24       | 9月24日 18:30 - 20:54  | ローカル路線バス乗り継ぎの旅 山口・錦帯橋～京都・天橋立             | 山口県 （錦帯橋）                   | 京都府 （天橋立鋼索鉄道府中駅） | 熊切あさ美     | 2016年 8月30日 - 9月2日    | [ † 24 ] | 成功     | 乗車バス：30本 走行距離：約510km 合計運賃：16,350円    | 第5弾    | 9.0% 2019年10月16日、『太川蛭子の旅バラ』の差し替えで短縮版を放送。          |
| 2017年   |                        |                                                                     |                                     |                                 |                |                            |          |          |                                                        |          |                                                                              |
| 25       | 1月2日 17:55 - 21:00   | ローカル路線バス乗り継ぎの旅 福島・会津若松～秋田・由利本荘         | 福島県 （飯盛山）                   | 秋田県 （由利本荘市）           | 新田恵利       | 2016年 12月14日 - 12月17日 | [ † 25 ] | 失敗     | 乗車バス：21本 走行距離：約413km 合計運賃：14,500円    | 未       | 3時間5分スペシャル 8.9%                                                      |

- 17勝8敗（勝率.680）。
- 運賃は本放送当時の金額でIC運賃は考慮していない。消費税が8%に上がった2014年4月以降、消費税5%時代の同年3月まで（第16弾まで）の再放送で「税率変更に伴う運賃変更がある」旨のテロップが表示されていない[注 46]。

第1弾
横浜から神奈川県、山梨県、長野県、岐阜県を通り富山湾の見える氷見市に向かった。
初日、横浜駅西口に6時に待ち合わせするも蛭子が15分遅刻したが、乗車予定のバスが6時30分発であったため、スケジュールに影響はなかった。山梨県の月夜野のバス停で次に乗るバスの時間を確認しようとしたが、時刻表が台風で剥がれて飛ばされ、近くのキャンプ場でバスの時間を聞きに行った。次のバスまで2時間以上の待ち時間があった為、キャンプ場で太川と蛭子が魚釣りを、ゲストの中島がまんじゅう作りを楽しんだ。
2日目、富士吉田から甲府へ向かう際、バス車窓に映るぶどう狩りの看板を見た中島が蛭子を連れて強引に途中下車し、ぶどう狩りを体験した。太川だけは下車せず、単独で先に甲府へ向かった。その後、南アルプス越えを越える南アルプススーパー林道の広河原から北沢峠までの区間が台風による土砂崩れで通行止めのため、甲府駅で一旦打ち切りのうえタクシーで長野県側へと迂回し、仙流荘（長野県伊那市長谷黒河内）から旅を再開した。
3日目、バス路線が途切れた信濃川島駅から三州街道を善知鳥峠を経て塩尻駅まで約12kmの間は、太川がシリーズ初の徒歩移動を決断し歩き出したが、小野駅近くにある「タイガー食堂」で昼食を摂った際、食堂のご厚意により塩尻駅まで車で送ってもらったため、最終的に徒歩での移動距離は4kmだった。
当初は富山湾ということしか目的地が決まっていなかったが、スタート後に富山湾の氷見をゴールに決定し、最終日の夕方に氷見に到着。その後、氷見の居酒屋で打ち上げを行い、新鮮な海の幸を満喫する3人の姿が放送された。
この回のみ、ある程度の演出（タクシー利用等）があったことを『ローカル路線バス乗り継ぎの旅 大感謝祭』で太川が明かしている。
第2弾
東海道を日本橋から京都へ辿ったこの回よりレギュラー企画に昇格。女性ゲストは回替わりになり、ナレーターがキートン山田に交代した。この回では、まだタクシーで移動するシーンがあった。
初日、川崎駅からのバスは本来横浜駅東口に到着するが、当日は第26回横浜国際女子駅伝開催に伴う交通規制の影響で横浜駅西口発着となり、そこで横浜市営バスの運転手に戸塚駅ゆきがあることを聞いてから東口に移動することになった。
2日目、富士駅から由比駅へ向かうバスの車内で、「由比駅からはバスは無い」と言われ、由比駅から興津駅の間はタクシーで移動した。興津駅前の団子屋でバスが来るまでの間、団子を食べ、店員と旅の話をした。その後、3人は清水駅へ向かうつもりが誤って逆方向へ行くバスに乗ってしまうが、団子屋の店員が慌てて店から飛び出し、バスに乗り込んだ3人にバスが違うことを教えたため、すぐに下車し、清水駅行きのバスに乗ることができた。その後清水駅から静岡駅方面に向かうべく北街道経由のバスに乗ろうとしたとき、乗客の女性から「国道1号経由のバスに乗ったほうが早い」と言われそのバスを見送ったが、バス出発直後に訪ねた案内所で「国道経由のバスはしばらく来ない」と言われたため、先のバスに乗っていたほうが良かったことが判明する。しかしそのバスが信号待ちに引っかかったため、太川が次のバス停に先回りしてそのバスに追いつけると判断。3人は全力疾走で清水税務署前バス停まで向かった結果、何とかバスに乗ることができた。
最終日、名古屋からは東海道を外れ中山道ルートで京都を目指すも、滋賀県彦根市の河瀬駅で61.5kmを残し時間切れとなった。
なお、移動に地図を使用するようになるのは第2弾の3日目からである。
第3弾
北海道を舞台に、函館から宗谷岬への縦断を目指した。
初日、1本目のバスに乗って早々に伊藤が「バスって疲れるね」と言ってしまい、太川と蛭子から「まだ始まったばかりだよ」と突っ込まれた。長万部でのバスの待ち時間には、かにめしを味わったり日帰り温泉に浸かったりした。
2日目、小樽で巨大なたこ焼き風の「ばくだん焼き」を買ってバス車内で食べようとしたが、車内が混んでいたため食べるのを我慢した。札幌に到着後、「大通りから出ている」という江別行きのバス乗り場を探すのに手間取り、1時間かかってようやく見つけた。そこで改めてばくだん焼きを食べようとすると、購入後3時間経ったため冷めてしぼんで味も落ちてしまい、太川が「ばくだんが不発弾になってる」と嘆いた。
3日目に立ち寄った岩見沢ターミナルの案内所で北上する路線バス乗り継ぎを教えてもらい、蛭子が「一生忘れませんよ」と言い、その窓口係の名前（刈田さん）まで教えてもらったが、5分もしないうちに忘れていた。その後「でもあの人しつこく調べてくれたね」と失言して太川と伊藤からたしなめられた。
最終日の稚内駅前バスターミナルでは、時間の感覚が狂った蛭子の発言を発端に、出演者のみならず撮影スタッフまで笑いの連鎖が起きた。
970kmというシリーズ歴代2位の移動距離にもかかわらず比較的乗り継ぎがスムーズにでき、最終日の17時10分にゴールの宗谷岬に到着した。初めてタクシーを使わず路線バスのみで目的地まで到達した。シリーズ唯一徒歩無しで目的地まで到達した。
3日目の朝から、太川が地図上の通ってきたルートを赤ペンでなぞるようになった。
第4弾
京都から山陽道を辿り宮島を目指した。
初日、三宮駅前への到着が午後8時を回り、そこで打ち止めとなった。駅前のバス営業所で宿について確認したところ「駅前の繁華街にはなく、北野異人館方面にプチホテルがある」と教わったため、根本の希望もあり異人館方面でホテルを探したものの1時間ほどかけて探しても見つからず、蛭子が付近の商店で確認すると「駅の方でないとホテルはない」と判明、再び三宮駅前に戻ることに。駅前で夕食のため入った焼肉屋で改めてプチホテルを紹介してもらったところ、駅から3分のところにあった。
2日目、前日の疲れもあってか、当初神姫バス西脇急行線は始発（6時30分発）の予定だったのが1本遅らせた（7時00分発）ことで、その先の乗り換え地点でことごとくバスが繋がらなくなり、その度に1本遅らせることになってしまった。途中、相生駅から上郡駅に移動するためにウエスト神姫のSPring-8行きに乗車した際に「“SPring-8”って何だろう?」という話題になり、たまたま乗車していた同所勤務の工学博士に誘われて見学することになった。その後改めて乗り換え地点となるテクノ中央バス停に着いて確認したところ上郡駅行きのバスは一日3本しかなく、その時点で乗り換えの時間にも余裕があったため、仮に当初の予定どおり三宮駅前を出発していても、途中見学に立ち寄らなくても結果は変わらなかったことが判明した。
3日目、兵庫県赤穂市槙から岡山県備前市福浦峠の間はバス路線がなく、タクシーを呼んだものの、配車場所を間違われたことにより到着が遅れたが、福浦峠から乗車するバスの発車時刻には間に合い事なきを得た。また播州赤穂駅から乗車したバスを降りた居村バス停からタクシーを配車した槙バス停の間は徒歩で移動したが、このとき根本はヒールを履いており、長距離の徒歩に不安を感じた太川がバス乗車前にスニーカーを購入してあげる一幕があった。
最終日の18時前にゴールの宮島口に到着。3人はここからフェリーで宮島に移動した。
第5弾
日光から松尾芭蕉が通った奥州街道を通って松島を目指した。
走行距離は360kmと、他のシリーズより比較的短いが、案内所などから得られる情報が少ないためなかなか先に進めない。
2日目、福島県郡山市木の下から本宮市鳴瀬までの4kmを歩くことになり、暑さ対策で太川が麦わら帽子を購入したシーンでは、蛭子が撮影と実況中継を行った。
3日目にバスの待ち時間を利用して、松尾芭蕉ゆかりの地「信夫文知摺」を訪ね、芭蕉の銅像と句碑を見学した。福島県国見役場から宮城県越河を目指して4kmを歩く途中、直販所の桃を買って食べていたところ、直販所スタッフの厚意で県境まで車で送ってもらえることになり、藤田が大喜びして桃を1kg追加購入した。蔵王町役場では近くの果樹園を紹介してもらい、ブルーベリー狩りを楽しんだ。
最終日、渋滞に巻き込まれながらも17時10分にゴールの松島に到着した。
第6弾
前回に引き続き、奥州街道（国道4号、国道280号）を竜飛岬へ向け旅をした。
1日目、温泉に寄りたがる山田まりやに対して、地図でルートを調べるのに必死の太川は「温泉？そんなもの、ないない。自分で掘れ！その辺で！」と突き放していた。
2日目の朝、太川がバスの行き先である「きたかみ」を「かわかみ」と言い間違え、珍しく蛭子から突っ込まれてしまい悔しがった。バスの乗客の女性から旅の目的地を聞かれた蛭子は「本当は『バスに乗っている美人妻』っていうのを取材している」と軽口を叩いていた。
最終日、青森駅の案内所で竜飛岬までのバスはないと言われ、とりあえず路線バスがある後潟まで行き、コミュニティバスに乗り換えて蟹田に一番近い広瀬バス回転所で下車し、蟹田駅まで吹雪のなか約3kmを徒歩移動。蟹田駅で1日1本しかない三厩駅行きのバスに乗り込むことができた。その後、本来なら三厩で乗り換えだったが乗り換えるバスが事故で故障していたため、蟹田から乗ってきたバスでそのまま竜飛へ向かうこととなり、風雪強まるなか16時前に竜飛漁港に到着。3人はバスを降りた直後にハイタッチをして喜んだが、その後雪の積もった国道339号（階段国道）を息を切らしながら上り、ようやく竜飛岬へ到着した。
第7弾
青森駅から国道7号（羽州街道、羽州浜街道）を辿ってゴールの新潟を目指した。
1日目、「岩淵公園前」バス停（青森県）から「陣場駅入口」バス停（秋田県） まで、気温30度を超える暑さの中、約6.5km歩いたゲストの中山が軽い熱中症にかかり、大館行きバス車内で太川が中山の額や首に冷却シートを当てる気遣いをした。サンダル履きだった中山は、初めはサンダルのまま走れると豪語していたが、山越えのつらさに疲れ果てて、「尾てい骨が擦り切れてもいいから（バスに乗り続けたい）、もう歩くのは嫌です」と弱音を吐いた。
3日目、台風4号が接近する中、山形県鶴岡市鼠ヶ関からバス路線がつながっていないことが判明し、県境を超え新潟県村上市府屋まで歩くことになってしまう。強風の中、歩き疲れた蛭子が通りかかったパチンコ店での休憩を提案し、太川から1,000円だけ遊んできても良いと許可を得る。休憩後府屋に到着したが、12分遅れで最終のバスが出発した後であった。当地で宿泊先の交渉に入ったが、台風の影響による粟島航路の欠航で周辺宿泊施設は満室という状態であり、太川が鼠ヶ関の前に立ち寄ったあつみ温泉で入手していたパンフレットで宿泊施設を探し、蛭子が電話で宿に予約、府屋駅まで迎車をしてもらいあつみ温泉に宿泊。ちなみに翌朝も宿の厚誼で府屋駅まで送迎車で移動した。しかし皆口々に「せっかくあつみ温泉を出て歩いた分が、台風のせいで車で逆戻りで再びあつみ温泉にきてしまった。結局歩きが無駄だったな」と振り返っていた。
3日目から最終日にかけて思うように乗り継ぎができず、新潟県胎内市の新潟交通観光バス中条営業所で約50kmを残し時間切れとなった。
第8弾
京都から山陰道（国道9号）を出雲大社まで目指した。
旅の途中で3人が行きたい場所（食べ物）を指定できることになり、1日目に川上が希望の桂離宮、3日目に蛭子が希望の鳥取砂丘に立ち寄った。ただし、桂離宮は事前に許可書の申請が必要であったため参観できなかった。3日目の夜に松江に到着し、居酒屋で太川希望のしじみを食べた。
1日目、1本目に乗ったバスが記念すべきシリーズ201本目であった。
2日目、川上が田舎で暮らすよりも都会のザワザワした中で独りになりたいと発言すると、蛭子に「パチンコ屋のことですか？」と聞かれた。ドライブインやくのの売店スタッフが元バスガイドだったため、和田山から鳥取へのルートの詳細を教わることができた。湯村温泉ではヒッチハイクで日本一周を目指している学生と出会い、その学生を3人が励ますとともに太川の提案で蛭子が似顔絵の色紙をプレゼントした。
3日目、車内で乗り合わせた学生に昼食にお勧めの店を聞き込み、鳥取駅前の喫茶店のカレーを食べた。
寄り道をしながらも、最終日の15時過ぎにゴールの出雲大社に到着した。
第9弾
出雲から山陰道（国道9号）を山口県下関へ向かい、門司港から九州を薩摩街道（国道3号）沿いに枕崎に向け縦断した。初の九州上陸となったこの回から、年3回のレギュラー企画に格上げされた。
初日、厚意で休憩させて貰った「香り芽本舗」では製造工程見学後に社長室で板ワカメの試食をし、蛭子がおいしいと褒めていた。さらにお土産を貰ってバスの到着時刻に外へ出てみると、スコールに見舞われてずぶ濡れになった。浜田城跡を訪れた帰りに濱田護國神社で蛭子が引いたおみくじは大吉だったが、旅についてのお告げは「連れの人に注意」だったため芳本が自分のことではないかと不安がった。
2日目、秋芳洞から下関行きバスに乗ったとき、運転手が教えてくれた関門トンネル近くの御裳川（みもすそがわ）というバス停名を三人がなかなか聞き取れず、運転手に失笑された。
3日目、久留米の案内所で八女から熊本へ行くには高速バスしかないと聞き、八女から峠を越えて10km歩く覚悟をした。しかし、蛭子が八女行きバスの車内で地元の学生に尋ねたところ堀川バスに乗り換えて県境近くまで行けると分かったため、大雨警報の出る悪条件の中での徒歩は2.5kmで済んだ。
最終日、鹿児島中央駅で枕崎行きバスの時刻を確認する前に芳本がトイレに行き、もし芳本が戻るよりも先に最終バスが来たら行ってしまおうと蛭子が発言したのを後で太川が暴露し、芳本が泣いてしまった。
2日目の関門トンネルと3日目の国道3号福岡・熊本県境 は徒歩での移動となったが、最終日の18時過ぎにゴールの枕崎に到着。海に沈む夕陽を眺めることができた。
第10弾
10回記念となったこの回は徳島から時計回りに四国を一周し、室戸岬・足摺岬・今治の3か所で必ず途中下車をする、シリーズ初のチェックポイント制が導入された。
初日、「道の駅日和佐」では三人揃ってすだちのソフトクリームを堪能。また、日和佐駅-牟岐駅でバス運行区間が途切れ、その間の16kmを徒歩で国道55号を移動することとなった。太川は「今日はプロ野球並みに（安芸で泊まって）安芸キャンプだ」と言ったが、ゲストの遠藤は、プロ野球のキャンプとはキャンプ場でテントや寝袋で寝ることであると思い込んでいた。
2日目、一行は高知県須崎市のバス営業所で四万十市までの細かい乗り継ぎ方法を教えてもらい、係員のプロフェッショナルぶりに感服した。大野見でのバスの待ち時間には美しく澄んだ四万十川の川原で過ごし、窪川ではお遍路さんに教わった第37番札所である岩本寺を参拝した。土佐佐賀駅にて1日3本しかないバスの最終便にぎりぎり間に合ったが、時刻表を見た遠藤のリアクションが淡白だったため、太川がずっこけて鞄を落とした。
3日目、どこかで観光がしたいと言っていた遠藤は松山城へ行きたがったが、時間が足りず断念し、『坊っちゃん』に登場する「マドンナ」の顔出し看板で写真撮影をした。
4日目、香川県観音寺市箕浦からコミュニティバスに乗ったが、乗り継ぐ駅を間違えたためかなりの時間をロスしてしまった。
時刻上は乗り継げた安芸発高知行き・今治発新居浜行きの最終を、直前のバスの遅れで相次いで5分差で逃し足止めを受け続けた。移動距離歴代3位の約875km を走破するも、香川県琴平町の琴参バス琴平営業所で時間切れ、残りの距離は仮に最短ルートで路線バスが通っていたとしても約100kmだった。
第11弾
四国・高松から淡路島を通り、近畿地方を横断し伊勢を目指した。
高松スタートだったこともあり、スタート地点のJR高松駅前 には太川の叔母が待っていた。
初日に通過した大鳴門橋と明石海峡大橋については「最短の高速バス利用」 という特別ルールを設定。大鳴門橋では高速道路を利用する淡路交通の淡路・徳島線に四国本土最後のバス停から淡路島最初のバス停まで乗車した。バスの待ち時間には、人形浄瑠璃を鑑賞したり淡路ファームパークでコアラを見たりした。その後、淡路島を出て舞子を経て名谷に到着。マドンナのいとうは自分の名前と同じ舞子という地名を聞いて喜んでいた。この日はこれ以上進めないということで宿を探そうとした一行であったが、ベッドタウンである名谷周辺に宿泊施設は一切無かったため、タクシーで宿を探すべく西に向かううち、舞子よりさらに西の明石 まで来てしまった。タクシーで明石に向かう途中、蛭子がホテルらしき建物を発見し確認したが、ラブホテルであったため泊れず、いとうに突っ込まれていた。
2日目、大阪府から奈良県への県境越えについて、大阪市内のバスターミナルで太川は四条畷駅から生駒登山口行きのバスが出ていると教えられ、住道駅から乗り継いで四条畷駅へ行くも、生駒登山口行きは住道駅から出ていることが判明し、同区間を引き返して住道駅に戻ることになった。いとうが大阪産業大学でトイレを借りている間に、太川の勘違いによりバスを1本逃し、蛭子はこの出来事を「伝説のトイレ行き」と名付けていとうを困惑させた。生駒駅に向かうバスについての情報を得ようとして、蛭子といとうがラブホテルへ聞き込みに行く一幕があった。シリーズ中で唯一ラブホテルが２軒登場した珍しい回であった。
3日目に立ち寄った伊賀市上野には太川の親戚が住んでおり、昼食に伊賀牛の店を紹介してもらった。名張駅では次のバスまで3時間半待ちとなり、地元の学生から聞いた赤目四十八滝へ観光に行き、名物のへこきまんじゅうを食べた。
4日目、一行は立ち寄った喫茶店の店員に漫才トリオかと勘違いされた。初日の長距離移動が功を奏し、15時前にゴールの伊勢神宮内宮前に到着した。
第12弾
松阪から国道23号（伊勢街道）沿いに名古屋へ、名古屋から国道19号（下街道、中山道、北国西街道）沿いを通り松本城を目指した。
1日目の宿探しで、最初に訪れたホテルが1部屋しか開いていなかったため、マドンナの加藤のみホテルに泊まり、太川と蛭子はホテルが紹介した民宿で泊まった。
2日目、太川がバスの終点（河合小橋）を覚えていなかったことについて近鉄弥富駅前で蛭子がそれを揶揄したところ、太川が怒って仲違いしてしまった。それをゲストの加藤が「みんなして今日から覚えようよ、太川さん1人に委ねるのはよくない」と仲裁したところ、さらに蛭子が「太川さん一人じゃ心配だな」と発言したことで太川の怒りに油を注いでしまい、太川がカメラに向かって「もう今回で最後にしよう、最終回です」と言い放つ場面があった。その後蛭子の靴が壊れかけ、さらに靴の状態が悪化した最終日に太川が持参していた瞬間接着剤で修理し乗りきった。
木曽谷に入ってからバスが繋がらず、比較的徒歩移動も多かったが、最終日の20時過ぎにゴールの松本城に到着した。
この回は2012年8月のロンドンオリンピック終了直後に撮影されたこともあってバスの車内でもメダル獲得が話題となり、3日目に加藤が瑞浪駅の案内所でバス停について「駅の反対にはないんですか?」と尋ねたことでコミュニティバスのルートを発見しゴールできたことから、松本城で加藤に対してスタッフが用意した「金メダル」が太川から贈呈され、贈られた加藤が涙ぐむ場面があった。
第13弾
新宿から中山道、上越国境を通り新潟を目指した。
オープニングでは、太川のきっかけで蛭子が前回で壊れかけて太川が修理してくれた靴の調子が良かったため、今回もその靴を使用しているということが明らかになった。
3日目、田中がバスの整理券を運賃箱に入れることを知らず、1日目からすべての分を記念切符のように溜め込んでいたことが発覚した。群馬県と新潟県の県境である三国峠はバス路線がなく、徒歩で越えようとするも、太川が歩道の狭い国道17号三国トンネルを日没後に歩くことは危険だと判断。あらかじめ新潟県側の旅館に宿泊する予定でいたため、その際の送迎を利用して峠を越えることにしたが、事前に紹介されていた旅館に連絡を取るもすべて断られ途方に暮れることとなった。しかし、ゲストの田中が貝掛温泉の女将と知り合いだったため、休館日であるにもかかわらず「友達限定」として送迎付きで宿泊することができ難を逃れた。結局三国峠は女将夫婦に迎えに来てもらった車で走破したため、路線バスでも徒歩でも越えていない（三国トンネルの歩道が極めて狭く、徒歩移動が危険であった旨ナレーションが入った）。
最終日は湯沢町の浅貝上停留所まで送迎してもらい、そこからスタート。行程の3分の1以上を残しており、強風と悪天候に苦しむ危機的状況だった。東三条で運転手に新潟まで行くバスが無い事を伝えられ、諦めかけていた一同だったが、新飯田を経由して燕駅へ向かうと降りた停留所にバスが停まっていた。新潟駅行きでは無いがとりあえず乗ってみようと言う事になり乗り込むとこれが東三条で間に合わないと言われた白根行きのバスであると判明。大雪の中、白根からさらに新潟駅行きのバスにも間に合い、20時過ぎにゴールの萬代橋に奇跡的に到着した。ゴール後のエンディングで田中は「芸能生活29年、こんなに辛い仕事はなかった」と述懐し、3人で万歳ならぬバンダイ三唱をした。
第14弾
名古屋から奥飛騨を通り越中東街道へ抜け能登半島に向かった。
初日に乗車したとよやまタウンバス車内で、乗車していた女性客たちに小牧市役所前で下車するよう勧められたが、ただ一人市民病院で降りるよう勧める男性客がいた。しかし女性客の声に圧倒されて小牧駅まで行った結果、市民病院を3回通ることとなった。昼食は尾張一宮駅前ですき家のカレーをテイクアウトして、バス停で大急ぎで食べた。ゲストの森下がバス車内で時間を持て余し「あとでみたらし団子を買ってほしい」と話をしていたところ、後刻利用したバス車内で運転手からみたらし団子をプレゼントされて驚く一幕があった。
2日目、長大トンネルとなる国道256号タラガトンネルを徒歩で移動したり、高山市荘川町牧戸で4時間の待ち合わせという危機的状況もあったが、スムーズな乗り継ぎができ、最終日の13時40分にゴールの禄剛崎に到着した。
この回では番組ファンの6歳の子供からハンカチが同封された手紙が届いたことが紹介された。
第15弾
米沢から羽州街道を通り青森県の大間を目指した。
初日、川西診療所から公立置陽総合病院への徒歩（約6km）移動中に川西診療所行きのバスの車内で見つけた酒工場の見学をさとうが提案した。しかし、蛭子が第7弾でパチンコ店に入って失敗したことをさとうに教え、太川の万が一酒工場の見学が原因で失敗しても後悔はしないかの確認で、さとうは後悔すると答えたため断念。村山ではバスの待ち時間はバラ公園を観光するつもりだったが、移動中に見つけた地図を確認すると、3人が想定していた距離よりさらにバラ公園まで距離があることが判明し、太川は次に乗るバスの時間までに戻ることはできないと判断したため断念。その後の夜、雨が降る中、新庄駅前の宿泊施設に2件チェックインしたものの、周辺で花笠まつりが行われていた影響で満室状態であった。が、2件目の宿泊施設で他の宿泊施設に受付人が確認してくれたところ、2部屋しか空いていなかったがちょうど1部屋がキャンセルになり、3部屋とれたため無事に泊まることができた。
2日目、院内に行けばバスがあると言われ、及位から院内まで徒歩で移動した。しかし、院内に到着したところ、近隣の住民からバスがないと指摘され、横堀まで歩くことになってしまった。当初は約10kmの徒歩移動の予定だったが、約14kmの徒歩移動となった。
3日目は大湯温泉から十和田湖方面へ向かうバスが14時台の段階で既に終了しており、この旅では異例の14時台で1日の移動終了。昼間からホテルの露天風呂に入り、太川は「この番組始まって以来の贅沢」と評したほか、キートン山田は「なんだか普通の旅番組になってしまった」とナレーションをした。
最終日、第6弾で訪れた野辺地駅前の「松浦食堂」に再度訪問。次のバス（野辺地始発）まで2時間待ちとなったため時間を潰すつもりで一行は立ち寄ったが、そこで太川がむつ方面のバスについて尋ねてみたところ、一行が把握していたバスより1時間以上早い便（青森発の便）があることが判明し先を急いだが、むつ市の大畑駅で時間切れ、大間崎まで残り30km（バス1本（佐井線））であった。
第16弾
房総半島の館山から福島県の会津若松を目指したこの回は、番組史上でも稀に見るような大きなルート選択を迫られる場面が多く、その度に頭を悩ます展開となった。
初日の夜は、香取市の佐原駅前のホテルにチェックインしたものの、夕食を摂るのに適当な食事場所がなく、やむなくカラオケボックスで歌わずに夕食を済ませた。
3日目、烏山駅から西那須野駅への移動時に、バスの運転士からこの先のルートについて「（バスが駅東口に着くので）西口から黒磯方面のバスに乗るのが良い」とのアドバイスを貰ったにもかかわらず、最短ルートを志向するあまり東口から発車するすべてのバス路線を確認するのに時間を費やしてしまい、西口から発車する黒磯駅行きのバスをわずか2分差で逃してしまった。さらにこのことで、第5弾でも乗車していた 黒磯駅から追分までの那須町民バスの最終便に間に合わず、翌日午前11時発の初便まで大幅なタイムロスを余儀なくされた。そのため最終日の白河の関バス停でも適当な時刻のバスがなく、やむなく古関バス停まで徒歩となった。
最終日、古関に着いた時に、棚倉行きと白河行きが同時に来てしまうというハプニングが起きてしまう。3人は迷いに迷った上、白河行きを選択する。19時過ぎに郡山駅までたどり着いたものの、そこから会津若松までの直行便は高速バスしかなく、乗り継ぎでも当日中には到達できないことが判明し、およそ60kmを残しやむなく断念。シリーズ初の連続時間切れとなった。
この回は『めちゃイケ600回記念スペシャル』（フジテレビ）など並み居る正月特番を抑えて、同時間帯での視聴率トップとなった。
2016年5月5日（17時00分～19時55分）にBSジャパンで放送されたが、このときは本放送とは異なる形で1日目と2日目を前半、3日目と4日目を後半として2部構成で放送された。
第17弾
山口県から山陽道（国道2号）を東へ広島県を通り、瀬戸内しまなみ海道で四国へ渡り松山市から国道33号・国道55号沿いに室戸岬を目指した。今回失敗すれば番組史上初の3連続時間切れとなることから、スタート地点の山口駅で太川が「もし3連敗なら、我々二人は（番組を）辞退しましょう!」と言い出し、蛭子に「辞退は止めようよ」と止められる一幕があった。
1日目におおのハートバスに乗車して以降、阿品台・広島バスセンター・竹原駅を経由し尾道駅へ向かうルートは、第4弾で尾道から宮島口へ向かう際に乗車したルートの逆行コースであり、乗車路線が全て一致している。
2日目から3日目にかけて辿った尾道～今治間の瀬戸内しまなみ海道を通るルートに関しては「高速道路の使用は認められない」というルールに則り、一般道が併設されている尾道大橋を除いて各島を結ぶ橋の最寄バス停間のみ島内の路線バスを使用し、橋は徒歩で渡るというルールが適用されたため、トータル27.8kmという過去に例のない長距離の徒歩移動となった。あまりの強行軍だったため、ゲストの宮地が疲労困憊しバスの中で涙を見せた。
4日目、１本のバスで高知市内まで長距離移動をすることができ、はりまや橋を見学した。「3連敗はしたくない」という太川と蛭子の思いもあり、初日に距離を稼いだため、最終日の12時58分にゴールの室戸岬に到着。第15弾から続いた時間切れによる連敗をストップさせた。
この回では番組ファンの子供から届いた手紙と旅のお守りにとその子供と母親が作ったターコイズのブレスレットが同封されていたことが紹介された。
第18弾
富士山の麓、御殿場から中央高地を抜け、上田から北国街道（国道18号）に入り直江津を目指した。
初日は山梨県北杜市下教来石から小淵沢駅まで炎天下約5kmの徒歩移動となったが、小淵沢駅に到着した時点で乗り換えるバスが既に終了しており、その日の移動終了となった。
2日目は白樺湖でバスの待ち時間の間、ドクターフィッシュを体験。蛭子の足に大量のドクターフィッシュが群がり、太川が驚いていた。
3日目の黒姫高原温泉での宿泊の際、旅館にあった釣堀で太川と蛭子が岩魚釣りを楽しんだ。
最終日、妙高市新井バスターミナルから上越市の新潟県立中央病院行きバスに乗車中、既に夜になっており時間のロスを防ぐため、太川が運転手に中央病院より手前の本町四丁目バス停を直江津駅行バスが通ることを確認し本町四丁目で下車。直江津駅行きの最終バスに乗り込むことが出来た。 太川のファインプレーにより、20時頃にゴールの直江津駅に奇跡的に到着した。
この回では本番組がテーマである太川の新曲「時の旅人」（作詞・渡辺なつみ、作曲・馬場孝幸）の発売に併せ、ゴール達成の記念にエンディングで紹介された。
第19弾
大阪城から北陸道を兼六園に向かった。
オープニングのマドンナ登場にて、太川はマルシアを本名の「西家一枝」で紹介した。１日に200歩しか歩かないと宣言するマルシアに対して、蛭子が不安を覚えていた。
初日、大都市で短距離の路線が多い大阪市内からのスタートで、度重なる徒歩移動と乗り継ぎの忙しさから知らないうちに京都府に入っており、府境の「バンザイ」をし損ねてしまった。
2日目、近江今津駅で敦賀方面に向かう時、小浜に向かうか、マキノに向かうか悩む場面があった。マキノに向かえば最短で向かうことができるが、途中10kmの徒歩があった。マルシアの歩きたくないとの思いもあり、3人は小浜に向かった。近江今津駅での選択は今回の旅の重要なターニングポイントとなった。
3日目、敦賀市の元比田から徒歩で国道8号のトンネルを抜けて南越前町桜橋まで行こうとしたところ、途中の敦賀隧道は歩道がなく、さらに工事中で片側車線規制を行っていた。歩いて移動するのは極めて危険であるという太川と番組スタッフの判断でこの部分だけロケ車で移動し、あとでその距離分を歩いたと仮定した時間に換算して移動後に「時間調整」として一切の移動をせずその場で待機することになった。
最終日、瀬越口に着いた後、付近のガソリンスタンドの店員に食事場所として「月うさぎの里」を紹介された。月うさぎの里には加賀市のコミュニティバスであるCANBUSの停留所もあったが、それを無視して元々乗る予定のバスにそのまま乗車してしまい、大聖寺駅に着いた後になって月うさぎの里からCANBUSに乗っていれば小松空港へ最短で行けたことが判明した。その後の乗り継ぎはスムーズに進み、19時頃にゴールの兼六園に到着した。
この回では学校教師を退職した後に神奈川県から石川県へ戻り、本番組に影響されてバスの運転手になった男性が紹介された。
なお、短縮版では月うさぎの里でCANBUSに乗っていればとのやりとりや教師退職運転手の紹介はカットされている。
第20弾
20回記念となったこの回は洞爺湖から知床半島の羅臼町まで北海道内を西から東へ横断し、地球岬・襟裳岬・納沙布岬の3カ所で必ず途中下車をする、第10弾以来2回目となるチェックポイント制が導入された。
初日、森尾が｢ハンバーグを食べたい｣と言い出して苫小牧駅で昼食のためたまたま入った喫茶店が、太川が22歳のときにプライベートの一人旅で立ち寄っていた店で、当時の写真なども紹介された。その後浦河町へ向かうバスの車内で町内にあるウエリントンホテルを宿泊先にしようと決めたが、浦河の中心地を乗り過ごし終点の浦河ターミナルまで乗車してしまったために、ホテルまでの約2キロを雨が降る中徒歩で戻ることとなった。
2日目、様似駅の待ち時間に、一行が訪れているという情報を聞きつけた様似町の副町長が様似駅までやってきて、町を挙げての大歓迎となった。その後帯広駅の案内所で北見へ向かわないとバスで釧路方面に行けないことが判明し、思わぬ遠回りを強いられることになった。
3日目、釧路から乗車した根室行きのバスが早着したために、本来乗り継ぎができない納沙布岬行きのバスに乗り込むことができ、夕方に最終チェックポイントの納沙布岬に到着。根室駅前ターミナルへ戻った後に厚床から中標津行きはないか聞くと、乗り換えをせずに中標津まで行けることが判明。
最終日、中標津で降車後3人は遠回りを覚悟していたが、9時40分発の羅臼行きを見つけ、11時10分にゴールの羅臼に到着。シリーズ最速到達記録を更新するとともに、移動距離約1,120kmというシリーズ歴代最長移動距離も更新した。
この回では番組視聴者の子供から励ましの手紙と、太川と蛭子に宛てた成田山のお守りが同封されていたことが紹介された。
第21弾
堺から紀伊半島を半周し、潮岬を経由して鳥羽市の鎧崎灯台を目指した。
マドンナの高橋の夫は蛭子とは旧知の仲であり、蛭子は「（夫は）大した男じゃないんですよ」と毒舌を吐いた。
初日、乗っては歩き、さらには1時間待ちなどの繰り返しで、堺から約35kmの和歌山県の粉河までしか到達せず、3人は2日目の目標を潮岬に設定し宿泊した。
2日目、粉河から南海和歌山市まで乗車。この先一番南まで行く路線が海南行と分かり乗車。海南駅に9時過ぎに到着したものの、この先もまたバスがないことが発覚。結局3人は海南に3時間半程滞在しコミュニティバスに乗車した。この先バスの接続が悪く、合計6km歩き、日高川町に宿泊した。
3日目、紀伊田辺駅到着後、太川は時刻表で快速「熊野古道3号」新宮行きがあることを確認したが、想定ルートは「潮岬まで白浜から海岸回りで行くこと」だったため気に留めず、今後のルートの確認もせず、駅前の喫茶店でのんびりコーヒーを飲んでしまった。発車前の白浜行きバス車内で運転手に白浜以降の経路を聞いているうちに、新宮行きが先に出発した。バスから降り、改めて案内所で白浜経由のルートについて尋ねたが、白浜町日置から全くバスが無い（日置～すさみ町江住 約20km徒歩）と言われ、断念。約3時間という大幅なタイムロスとなってしまった。結局、その後、本宮大社でバスを乗り継いで新宮に行き潮岬に到着。串本町のホテルに宿泊した。
最終日、串本町から怒涛の追い上げをし伊勢市駅まで辿りついたが、鳥羽行きの最終が出てから4時間が経過しており、およそ35kmを残し断念した。番組終了時に太川は、今回の失敗は3日目の紀伊田辺で新宮行きに乗らなかったことが原因だと述べている。
第22弾
茨城県の偕楽園から関東平野を横断し、長野県の善光寺へ向かった。
初日、水戸駅で2時間、石岡駅で1時間30分と朝からかなりのタイムロスをしたうえ、下妻から八千代町役場へ向かっていたもののバス停を見逃してしまい、1つ先の菅谷まで歩いてしまったことによるバスの見逃しでの1時間待ちと、乗っては待ち乗っては待ちの繰り返しだったが、当初の予定だった古河まではたどり着けた。古河から境車庫を経由して東武動物公園にも行けたが、遠回りになることと第13弾とコースが被ることにより、古河で宿泊した。
2日目、1日目に太川が、小山・栃木・佐野経由を選択したことにより、4日間の中で、徒歩距離が一番多い日となった。コミュニティバスと徒歩との繰り返しで少しずつ進んでいったが、疲労を理由に、午後3時前に佐野駅で進むのをやめた。時間をもてあました一行は佐野厄除け大師にお参りした。なお、仮に佐野駅でやめずに、太田駅まで向かっていた場合、ゴールの善光寺まで辿り着けた。
3日目、2日目の最後に運転士から聞かされていた飛駒へ。バスの乗り継ぎ時間では和紙作りの里を訪れたりもした。太川が足利で太田に出るべきか桐生に出るべきか悩んでいた最中、蛭子はBOAT RACE桐生の開催日を調べ始め、太川とマドンナの南を呆れさせた。山前駅を出て、太田駅まで行く最中女性にバスについて尋ね、太田から高崎までの行き方を教えてくれたが、肝心の病院から太田まではバスが出てないことが分かり、一行は落胆した。県立女子大から高崎駅までのバスの車内で教授に田町で降りたほうがいいこととホテルを紹介してもらい、そのホテルに宿泊することとなった。
最終日、碓氷峠をバスで越え、佐久市岩村田で南は足裏マッサージをしてもらった。長野県に入り順調に乗り継げたものの、午後5時前に到着した上田駅でバスがないことが分かり、約40kmを残し断念。第15弾・第16弾以来の2連敗を喫した。なおこの回では、4日間合計徒歩距離が歴代最高の40km越えとなり、シリーズ最大の過酷な旅となった。
第23弾
宮崎県宮崎市の青島から高千穂と別府をチェックポイントとして九州を北上・横断し、長崎市のグラバー邸へ向かった。
初日の出発前、太川が全員の財布を渡すシーンで、蛭子が前回放送時に財布をバス車内に置き忘れ、あとでスタッフが営業所へ取りに行ったことが明かされた。そのため、蛭子の財布だけ紐付きになっており、太川が蛭子のベルトに取り付けることで対応した。出発後、道の駅つのから日向市までのバスがなく、日向市内の宮ノ下バス停まで徒歩7キロを予定していたが、高鍋バスセンターにて女性職員から道の駅つのの手前の都農で下車し、都農町地域福祉バスに乗り換えて東都農で降りれば歩く距離が3.2kmになるという情報を得た。ところが、福祉バスの時刻表には一行が乗る予定だったバスの時刻が一度消された跡があり、議論の末その場で待つことにしたが、バスは手前で左折したため乗車出来ず、結局9km歩くことになった。宮ノ下から日向・延岡を経て高千穂に21時過ぎに到着し宿泊した。
2日目、前日に延岡で得た情報をもとに3人は熊本空港に向かい、やまびこ号の大分行きに乗る。車内で太川は、大分から別府へ乗り継げないかもしれないと判断し、確実に乗り継げる別府行きを選択した。阿蘇駅で九州横断バスの別府行きに乗り換える。3時間待ちではあったが、待ち時間で観光し、18時半に別府に到着した。その後、鉄輪のホテルで宿泊した。
3日目、前日に宿泊したホテルからバスで別府駅まで行き、九州横断バスに乗車したが、乗車中にそのホテルの前にも九州横断バスのバス停があることに気付いた。太川の合図で3日目の朝の様子がもう1度流され、バス停が映っていることも確認されている。杷木から浮羽までの、徒歩移動（約4km）はあったものの、久留米に入ってからは、順調に乗り継ぐことができ、佐賀で宿泊した。
最終日、武雄か鹿島のどちらに向かうか迷う場面があったが、比較的スムーズに乗り継ぐことができ、14時前にグラバー園入口に到着する。その後、グラバー邸に到着し、第21弾から続く連敗をストップすることができた。長崎は蛭子の出身地ということで、ゴールのグラバー邸では蛭子の実兄と実姉が登場し、一緒にちゃんぽんを食べる様子が映された。
九州を通るのは第9弾以来2度目で、第9弾では通らなかった宮崎県・大分県・佐賀県・長崎県も通ったため、沖縄県以外のすべての都道府県に当番組の一行が入ったことになる。最終日に長崎県に入った際にそのことに言及するシーンもあった。
なおこの回の3日目、一行が佐賀市に滞在中、熊本地震に遭遇した。一行には被害はなく収録もすべて無事に終了したが、前日に一行が通過した阿蘇などが大きな被害を受けた。放送時、番組冒頭に太川と蛭子の挨拶コメントが入り、この番組の収録中に地震に遭遇したことと地震の被災者へのお見舞い、および地震被災者への配慮のため当初予定の5月放送を延期した旨を視聴者に報告した。熊本地震に伴い臨時ダイヤとなったバス路線や休業した施設等に関しては、その旨がテロップで表示され、番組終了時にも義援金募金の案内が行われた。
第24弾
錦帯橋のある山口県岩国市から、中国山地を縦断し京都府天橋立まで向かった。山口県、広島県、岡山県、鳥取県、兵庫県、京都府と計6府県通り、本州を通るルートでは第11弾以来に県境越えが多かった。
オープニングで年齢を聞かれた蛭子は「69、シックスナインですよ」と答え、太川に頭をしばかれた。
初日、岩国駅で9時30分発の和木駅行きを乗り逃してしまい、30分のタイムロスとなってしまう。さらに、和木駅以降の予定を聞きこんでいなかったことから、予期しない大竹駅までの徒歩移動（約3km）があった。玖波駅での待ち時間では、熊切待望の広島風お好み焼きを食べることができた。昼食後、店を出た後、太川が17弾で同じルートを通っていることを思い出し、広島までは路線バスで乗り継げることを確信する。阿品台北での待ち時間には、蛭子が近くの公園で鉄棒で遊ぶ姿も見られた。広島バスセンターに到着後、今回のポイントとされる中国山地縦断のタイミングがつかめず、三次方面に抜けるのは断念。その後しばらくは瀬戸内海沿いを進むこととした。短い乗継が続き、竹原駅でその日は終了した。なおこの後尾道まで向かうルートは第4弾の逆行コースであると同時に第17弾のコースと完全に一致している。一行が山口方面と岡山方面を阿品台・広島バスセンター・竹原駅・尾道駅を経由して移動するのは3度目である。
2日目、引き続き第17弾のコースで尾道へ。尾道ではわずか20分の待ち時間で尾道ラーメンを食べた。福山駅から北上するコースも断念し、引き続き瀬戸内海沿いを進むことに。広島県と岡山県の県境をバスで越え、金浦の狭い道で笠岡へ。乗時から寄島間の徒歩移動（約4km）では、廃止されたバス停のバスの時刻を確認してしまっていたが、地域の住民に「廃止されたよ」と指摘される場面もあった。この日は、岡山駅まで辿り着いたが案内所が閉まっていたため、太川が「ここが一番大事な所だから、今日はここでやめて、明日は始発には乗らず、案内所が開くまで待ってじっくり聞こう。」と提案したことにより、2日目は岡山で終了した。
3日目の朝、岡山駅の案内所が開くのを待って、姫路方面と津山方面、どちらに向かうのがいいか聞きこんだ。結局岡山県と鳥取県の県境は歩くことになり、暑い中ループ橋を含めた8.5kmの峠越えとなった。智頭駅から鳥取駅へ向かうバスの電気設備が故障した場面もあったが、運転手の応急処置により15分ほどの遅れですんだ。太川の希望もあり、新温泉町に宿泊しようと考えていたが、鳥取駅に到着後、新温泉町方面のバスがあるか聞いたところ、その日は岩井温泉までしかいけないことが判明し、岩井温泉にて宿泊することとなった。
最終日。湯村温泉での3時間待ちで危機的な状況かと思われたが、それ以降は徒歩移動（約5km）はあったものの順調に乗り継ぐことが出来た。天橋立ケーブル下行きの最終バスに間に合い、19時40分にゴールの天橋立ケーブル下へ到着した。営業時間外だったためケーブルカーへ乗ることはできなかったが、エンディングでは熊切の提案によりバス停前で股のぞきをした。
第25弾
会津若松市の飯盛山から東北地方を北上・横断し、秋田県由利本荘市に向かった。太川・蛭子コンビの最終回である。
また今回はスタート場所のみの地図を渡されゴールの場所がシークレットとなっていたがオープニングで今回の目的地が由利本荘市と告げられる。
1日目、太川は米沢方面か新潟市方面を考えていたが、案内所での聞き込みの結果、郡山に向かうことに。次のバスが午後なので、いったん喜多方まで向かって、ラーメンを食べることにした。観光のあと、喜多方駅の案内所を訪ねると、少し前に猪苗代に直行するバスがあったことが判明した。猪苗代湖畔の高坂からの歩きでは、途中に立ち寄ったガソリンスタンドの女性が厚意で送ってくれる場面もあった。
2日目、本宮駅から二本松駅まで、岳温泉でバスを乗り継いでいくルートもあったものの、次のバスまでの待ち時間が長いので、7kmの歩きを選択した。藤田南～越河清水間の歩きでは、りんごの直売所に立ち寄った。白石駅で路頭に迷う場面もあったが、翌朝のルートを決定して、宿泊した。
3日目、蔵王町役場でバスを待っている途中に、町長があいさつに来た。また、村田営業所での待ち時間では、第5弾で宿泊した谷山温泉にも訪れた。仙台からの長距離バスである48ライナーを利用し、新庄で宿泊となった。
最終日、最上川のライン下りのバスが動くかなどの懸念もあったものの、当初の予定どおりに16時過ぎに余目駅まで辿り着いた。しかし、土曜ダイヤだったため、酒田行きの最終が出てから3時間が経過しており、羽後本荘まで75km、残りバス2本で断念した。目的地がある秋田県に突入することはできずに断念。2年連続で正月放送分が時間切れ断念となってしまった。
約10年、25回続いた、太川・蛭子でのローカル路線バス乗り継ぎの旅は、失敗で幕を閉じることとなり、太川は「バス旅らしい終わり方だった」とコメントした。また番組のラストでは「10年間本当にお疲れ様でした」のテロップとキートン山田のコメントがあった。

### 特別編
| 放送日時                      | 番組タイトル                                                      | 出発地                    | 目的地            | 出演者            | マドンナ | ロケ日                     | ルート  | 結果 | 行程・費用                                          | 備考  |
| ----------------------------- | ----------------------------------------------------------------- | ------------------------- | ----------------- | ----------------- | -------- | -------------------------- | ------- | ---- | --------------------------------------------------- | ----- |
| 2016年 11月26日 18:30 - 20:54 | ローカル路線バス乗り継ぎの旅 特別編 熱海～金沢 人情ふれあい珍道中 | 静岡県 （熱海サンビーチ） | 石川県 （金沢駅） | 田中要次 羽田圭介 | 宮澤佐江 | 2016年 10月25日 - 10月28日 | [ † 1 ] | 成功 | 乗車バス：17本 走行距離：約480km 合計運賃：20,860円 | 8.4％ |

- 「テレ東→六本木3丁目移転プロジェクト」Weekの一環として熱海から金沢に向かう。基本的なルールは通常放送版と同じだが、出演者を田中要次、羽田圭介に変更して挑戦し、太川と蛭子のコンビはワイプで見守る。エンディングで太川と蛭子の2017年新春放送分での番組卒業が発表される[75]。実質、シリーズ2のパイロット企画となった。ワイプ進行役は秋元玲奈。ナレーションはキートン山田。

1日目、オープニングで一行は太川と蛭子からのメッセージVTRを見た。太川は「路線バスは減っているが、コミュニティバスは増えている。病院にはバスが行く」、蛭子は「バスはありませんと人から言われてもそれを絶対に信じないこと」とアドバイスしていた。河口湖から甲府駅行きバスに乗ったが、温泉好きの田中が今回のテーマは「必ず温泉宿に泊まる」であると宣言し、石和温泉駅で途中下車。まだ甲府方面行きのバスに乗ることは出来たがここで宿泊した。ホテルでは甲州ワイン風呂に浸かり、夕食時には隣の宴会場からAKB48の曲を歌って盛り上がっている様子が聞こえてきて元メンバーの宮澤が困惑した。1日目が終了した時点で太川は「甲府を目指したのは満点だが、石和で降りたので0点」と評していた。蛭子は、一行の食事が自分の時よりも贅沢すぎるといって悔しがった。
2日目、下教来石から富士見駅までの約14kmを3時間半かけて歩く途中で、宮澤の握手会に参加していたというファンに偶然出会った。茅野駅の案内所でこの先岡谷駅から松本市村井町までの約20kmはバスが無いと言われ、意気消沈したまま下諏訪町まで進み宿泊した。
3日目の朝に下諏訪から茅野駅まで戻ると案内所には前日と同じ係員しかいなかったが、再び聞き込んだ結果、塩尻駅から松本市の村井病院までを結ぶコミュニティバスの情報を得た。岡谷市神明町から約11kmの徒歩を覚悟して歩き始めたが、途中の御野立口で発車直前の塩尻駅行きコミュニティバスを偶然見つけて乗車できたため、徒歩は約5.5kmで済んだ。高山市へ向かうバスが平湯温泉で休憩している間に羽田が足湯を見つけたものの、足が浸かるほどの湯量は無かった。
4日目、高山から平湯温泉まで戻ることになり、前日よりも湯量が増えていた足湯に3人で浸かった。エンディングで田中が「これは大変な番組だわ。参りました」と締めくくり、羽田に「ゴールして『参りました』って何ですか」と突っ込まれた。
県境越えをする際にバス車内では3人でお尻を浮かせたが、徒歩の時には特にアクションをしなかった（田中は何かしようとしたが、羽田と宮澤が無関心だった）。

### 特番
- 『ローカル路線バス乗り継ぎの旅 大感謝祭』[76]
2015年6月13日（18:30 - 20:54）放送[注 62]。太川、蛭子、第19弾までの歴代マドンナから中島史恵（第1弾）、相本久美子（第2弾）、伊藤かずえ（第3弾）、根本りつ子（第4弾）、藤田朋子（第5弾）、中山エミリ（第7弾）、川上麻衣子（第8弾）、芳本美代子（第9弾）、遠藤久美子（第10弾）、森下千里（第14弾）、さとう珠緒（第15弾）、ちはる（第16弾）、野村真美（第18弾）の13名がスタジオに集まり、思い出話や舞台裏の秘話を語った。また、山田まりや（第6弾）、いとうまい子（第11弾）、加藤紀子（第12弾）、マルシア（第19弾）の4名はVTRでコメント出演した[注 63]。さらに、翌週放送する第20弾のマドンナである森尾由美も登場し、記念すべき第20弾の予告ハイライトを紹介した[77]。司会は増田和也、秋元玲奈。ナレーションはキートン山田。
- 『ローカル路線バス乗り継ぎの旅ヒストリー!10年間の軌跡全部見せますSP』[78]
2018年5月5日（18:30 - 20:54）放送。太川、蛭子と、歴代マドンナから加藤紀子（第12弾）、さとう珠緒（第15弾）、熊切あさ美（第24弾）の3名が路線バスを貸し切り、全25弾を総集編で振り返りながら思い出話などを語った[79]。エンディングトークでは加藤紀子らゲストが、「観ている人は（最終回を失敗で終わった太川と蛭子の引退を）誰も納得していないですよ」などと話した。進行は角谷暁子。ナレーションはキートン山田。

## シリーズ2
『ローカル路線バス乗り継ぎの旅Z』

### レギュラー放送
2017年3月25日 - 2022年8月20日（全19弾）
| 放送内容 | 放送内容               | 放送内容                                                                                  | 放送内容              | 放送内容                    | 放送内容   | 放送内容                   | 放送内容 | 放送内容 | 放送内容                                                                                  | 放送内容 |
| 弾       | 放送日時               | 番組タイトル                                                                              | 出発地                | 目的地                      | マドンナ   | ロケ日                     | ルート   | 結果     | 行程・費用                                                                                | 備考     |
| 2017年   | 2017年                 | 2017年                                                                                    | 2017年                | 2017年                      | 2017年     | 2017年                     | 2017年   | 2017年   | 2017年                                                                                    | 2017年   |
| -------- | ---------------------- | ----------------------------------------------------------------------------------------- | --------------------- | --------------------------- | ---------- | -------------------------- | -------- | -------- | ----------------------------------------------------------------------------------------- | -------- |
| 1        | 3月25日 18:30 - 20:54  | ローカル路線バス乗り継ぎの旅Z 新シリーズ開始！伊豆下田～知多半島                          | 静岡県 （下田港）     | 愛知県 （師崎港）           | IMALU      | 2017年 3月6日 - 3月9日     | [ † 1 ]  | 成功     | 乗車バス：29本 走行距離：約390km 合計運賃：15,500円 徒歩回数：9回 徒歩距離：約36km        | 7.1％    |
| 2        | 7月8日 18:30 - 20:54   | ローカル路線バス乗り継ぎの旅Z 第2弾 山梨富士山～栃木那須岳！ふれあい珍道中                | 山梨県 （精進湖）     | 栃木県 （那須ロープウェイ） | 舟山久美子 | 2017年 6月15日 - 6月18日   | [ † 2 ]  | 失敗     | 乗車バス：30本 走行距離：約340km 合計運賃：11,140円 徒歩回数：13回 徒歩距離：約43.5 km    | 7.4％    |
| 3        | 9月23日 18:30 - 20:54  | ローカル路線バス乗り継ぎの旅Z 第3弾 宮城・松島～秋田・白神山地！                          | 宮城県 （松島）       | 秋田県 （あきた白神駅）     | ラブリ     | 2017年 9月4日 - 9月7日     | [ † 3 ]  | 成功     | 乗車バス：25本 走行距離：約510km 合計運賃：14,570円 徒歩回数：4回 徒歩距離：約15.8 km     | 9.0％    |
| 4        | 12月16日 18:30 - 20:54 | ローカル路線バス乗り継ぎの旅Z 第4弾 岐阜城～鳥取砂丘                                      | 岐阜県 （岐阜城）     | 鳥取県 （鳥取砂丘）         | 村井美樹   | 2017年 11月15日 - 11月18日 | [ † 4 ]  | 失敗     | 乗車バス：27本 走行距離：約440km 合計運賃：16,100円 徒歩回数：12回 徒歩距離：約33.8 km    | 9.4%     |
| 2018年   |                        |                                                                                           |                       |                             |            |                            |          |          |                                                                                           |          |
| 5        | 3月31日 18:30 - 20:54  | ローカル路線バス乗り継ぎの旅Z 四国ぐるり一周城めぐり！ふれあい珍道中                      | 徳島県 （徳島城）     | 高知県 （高知城）           | 小野真弓   | 2018年 2月25日 - 2月28日   | [ † 5 ]  | 成功     | 乗車バス：25本 走行距離：約614km 合計運賃：18,220円 徒歩回数：7回 徒歩距離：約22km        | 7.5%     |
| 6        | 6月16日 18:30 - 20:54  | ローカル路線バス乗り継ぎの旅Z 奈良・東大寺～岐阜・飛騨高山 ふれあい珍道中                 | 奈良県 （東大寺）     | 岐阜県 （飛騨高山）         | 大島麻衣   | 2018年 5月15日 - 5月18日   | [ † 6 ]  | 成功     | 乗車バス：30本 走行距離：約390km 合計運賃：14,190円 徒歩回数：12回 徒歩距離：約46.6 km    | 8.9%     |
| 7        | 9月29日 18:30 - 20:54  | ローカル路線バス乗り継ぎの旅Z 宮城・塩釜～青森・恐山 ふれあい珍道中                       | 宮城県 （塩釜）       | 青森県 （恐山）             | 秋本奈緒美 | 2018年 8月21日 - 8月24日   | [ † 7 ]  | 失敗     | 乗車バス：21本 走行距離：約739km 合計運賃：18,640円 徒歩回数：9回 徒歩距離：約30.1 km     | 8.5%     |
| 2019年   |                        |                                                                                           |                       |                             |            |                            |          |          |                                                                                           |          |
| 8        | 1月5日 18:30 - 20:54   | ローカル路線バス乗り継ぎの旅Z 第8弾                                                       | 鳥取県 （境港駅）     | 長崎県 （平戸港）           | 佐藤藍子   | 2018年 11月27日 - 11月30日 | [ † 8 ]  | 失敗     | 乗車バス：30本 走行距離：約663km 合計運賃：22,780円 徒歩回数：5回 徒歩距離：約9.9 km      |          |
| 9        | 3月16日 18:30 - 20:54  | ローカル路線バス乗り継ぎの旅Z 第9弾！ 千葉・南房総→福島・大内宿ふれあい珍道中             | 千葉県 （野島崎灯台） | 福島県 （大内宿）           | 真琴つばさ | 2019年 2月26日 - 3月1日    | [ † 9 ]  | 成功     | 乗車バス：35本 走行距離：約550km 合計運賃：17,350円 徒歩回数：5回 徒歩距離：約24.6 km     |          |
| 10       | 6月29日 18:30 - 20:54  | ローカル路線バス乗り継ぎの旅Z！第10弾 越後湯沢⇒山形市                                     | 新潟県 （越後湯沢駅） | 山形県 （山形駅）           | 水野裕子   | 2019年 5月26日 - 5月29日   | [ † 10 ] | 成功     | 乗車バス：23本 走行距離：約432km 合計運賃：12,320円 徒歩回数：9回 徒歩距離：約36.2 km     |          |
| 11       | 9月28日 18:30 - 20:54  | ローカル路線バス乗り継ぎの旅Z 第11弾！ 南九州ぐるり一周                                   | 大分県 （別府駅）     | 熊本県 （阿蘇駅）           | 優木まおみ | 2019年 8月25日 - 8月28日   | [ † 11 ] | 失敗     | 乗車バス：17本 走行距離：約573.3 km 合計運賃：16,000円 徒歩回数：9回 徒歩距離：約45.2 km  | 5.2%     |
| 2020年   |                        |                                                                                           |                       |                             |            |                            |          |          |                                                                                           |          |
| 12       | 1月4日 17:55 - 21:00   | ローカル路線バス乗り継ぎの旅Z 第12弾！ 石川県・加賀温泉⇒三重県・伊勢神宮                  | 石川県 （片山津温泉） | 三重県 （伊勢神宮）         | 井上和香   | 2019年 11月24日 - 11月27日 | [ † 12 ] | 失敗     | 乗車バス：27本 走行距離：約412.5 km 合計運賃：14,550円 徒歩回数：10回 徒歩距離：約36.9 km | 9.1％    |
| 13       | 3月28日 18:30 - 20:54  | ローカル路線バス乗り継ぎの旅Z 埼玉大宮→富山黒部！失敗すればクビ決定！                     | 埼玉県 （大宮駅）     | 富山県 （黒部駅）           | 東ちづる   | 2020年 3月3日 - 3月6日     | [ † 13 ] | 成功     | 乗車バス：26本 走行距離：約477km 合計運賃：15,550円 徒歩回数：6回 徒歩距離：約28.5 km     |          |
| 14       | 9月5日 18:30 - 20:54   | ローカル路線バス乗り継ぎの旅Z！ 夏の北海道横断【ニセコ→知床】                             | 北海道 （ニセコ）     | 北海道 （知床五湖）         | 北原里英   | 2020年 8月8日 - 8月11日    | [ † 14 ] | 成功     | 乗車バス：21本 走行距離：約750km 合計運賃：18,990円 徒歩回数：2回 徒歩距離：約29km        |          |
| 15       | 12月26日 18:30 - 21:48 | ローカル路線バス乗り継ぎの旅Z！ 紀伊半島ぐるり！ 高野山～伊勢志摩～熊野古道ふれあい珍道中 | 和歌山県 （高野口駅） | 和歌山県 （潮岬）           | 鈴木杏樹   | 2020年 11月17日 - 11月20日 | [ † 15 ] | 失敗     | 乗車バス：28本 走行距離：約444km 合計運賃：19,690円 徒歩回数：13回 徒歩距離：約46.1 km    |          |
| 2021年   |                        |                                                                                           |                       |                             |            |                            |          |          |                                                                                           |          |
| 16       | 6月5日 18:30 - 20:54   | ローカル路線バス乗り継ぎの旅Z！第16弾 岡山後楽園～山口錦帯橋                              | 岡山県 （後楽園）     | 山口県 （錦帯橋）           | 梅宮アンナ | 2021年 4月13日 - 4月16日   | [ † 16 ] | 成功     | 乗車バス：31本 走行距離：約535km 合計運賃：16,360円 徒歩回数：5回 徒歩距離：約10.9 km     |          |
| 17       | 10月9日 18:30 - 20:54  | ローカル路線バス乗り継ぎの旅Z！第17弾 岩手宮古～新潟瀬波温泉                              | 岩手県 （宮古駅）     | 新潟県 （瀬波温泉）         | 神田愛花   | 2021年 9月13日 - 9月16日   | [ † 17 ] | 失敗     | 乗車バス：21本 走行距離：約559km 合計運賃：12,640円 徒歩回数：6回 徒歩距離：約42.9 km     |          |
| 2022年   |                        |                                                                                           |                       |                             |            |                            |          |          |                                                                                           |          |
| 18       | 1月8日 18:30 - 20:54   | ローカル路線バス乗り継ぎの旅Z！ 石川県・輪島〜静岡県・御前崎                              | 石川県 （輪島）       | 静岡県 （御前崎）           | 松井珠理奈 | 2021年 12月11日 - 12月14日 | [ † 18 ] | 失敗     | 乗車バス：24本 走行距離：約484km 合計運賃：17,160円 徒歩回数：13回 徒歩距離：約60.1 km    |          |
| 19       | 8月20日 18:30 - 20:54  | ローカル路線バス乗り継ぎの旅Z！ 失敗ならコンビ解散…運命の第19弾                           | 群馬県 （谷川岳）     | 山形県 （銀山温泉）         | 馬場典子   | 2022年 7月6日 - 7月9日     | [ † 19 ] | 失敗     | 乗車バス：26本 走行距離：約523km 合計運賃：23,710円 徒歩回数：7回 徒歩距離：約43.6 km     | 8.0％    |

- 9勝10敗（勝率.474）。※シリーズ1の特別編を含むと10勝10敗（勝率．500）。

Z第1弾
静岡県下田港から東海道を横断し、愛知県知多半島の師崎港へと向かった。静岡県と愛知県しか通っておらず、旧シリーズの3弾、20弾 を除いてシリーズで県境越えが最も少ない旅となった。
1日目、三島までバスがスムーズにつながり、12時過ぎに伊豆半島を脱出する。12時30分発の沼津行きがあったものの、田中が「飯食ってからで大丈夫じゃないか」と発言したことにより、見送ることにした。13時20分発のに乗ることを目標に三島で食事をとったが、13時50分発の沼津行きに乗り、計3本バスを見送ってしまった。沼津ではバスの待ち時間に猫カフェに立ち寄った。その後はスムーズに乗り継ぎ、17時25分に富士駅に着き、案内所で由比方面までバスで乗り継げることが判明。しかし、16時41分が最終だったために、富士市で足止め。
2日目、3人は浜松市を目標にして、スタートする。由比駅に着いてから興津方面までコミュニティバスがつながっているとの情報を得たが、月曜、水曜、金曜しか運行しておらず、興津まで6km歩くことになる。徒歩移動中に新浦安のバス停を発見し、清水駅まで行けることが判明。徒歩移動は5kmで済んだ。その後もスムーズに乗り継ぎ、目標の浜松駅に到達。
3日目、唯一の県境越えは徒歩で到達。湖西から三ツ坂まで6.5km歩いたが、豊橋方面の次のバスが16時6分だったため、二川までさらに5km歩き、半分ほど歩いたところで豊橋方面のバスを発見し、乗車することに成功する。3日目は東岡崎で宿泊。
最終日、案内所が開いたと同時に知多半島方面のルートを確認してから出発する。突然のルート変更や乗り逃しがあったため、4日間の中で徒歩移動が最も多い日となった。上野間に着いた頃にはすでに19時過ぎで、河和方面の最終バスも発車していた。羽田は河和まで6km歩いたとしてもバスは無い気がすると言い、ここで断念することも考えたが、IMALUの諦めたくないとの意志もあり、歩いてから断念するか考えることに。20時過ぎに河和に到着し、当日中に師崎港まで行けることが判明。21時過ぎに師崎港に到着する。シリーズ史上最も遅い時間の到達となった。

Z第2弾
マドンナにシリーズ最年少の舟山を迎えて、山梨県富士五湖のひとつ、精進湖を皮切りに、関東平野を縦断し、栃木県の那須岳を目指した。
この回より、一行が都道府県境を越える時にジャンプしながら「（都道府県名）だぴょーん」と言うようになった。
1日目、富士山駅で大月を経由するルートか、道志を経由するルートかを悩んだ結果、県境越えが少ない大月に行くことを決断。途中上暮地から都留市方面に向けての徒歩の最中で、住民に東桂駅からのバスがあることを指摘されたが、デマンドであったことがわかり、一行は落胆した。その後は徒歩も挟みながら乗り継ぎ、夜7時ごろに小菅に到着。田中待望の温泉は営業終了しており、宿探しにも苦労した。
2日目、小菅からの1本目のバスで東京都へ。奥多摩駅での待ち時間を使って日野鍾乳洞へ向かったものの、折り返しまでの時間が短すぎたためまったく観光できず、無駄足となった。その後、青梅から入間市方面へと順調に乗り継ぎ、埼玉県へ。川越より先の進路を、鴻巣・桶川・上尾のどれにとるかを迷ったものの、「いちばん大きい街っぽい」上尾を選択、当日は上尾に宿泊した。
3日目、埼玉県を抜けようとするもバスがうまく繋がらず難儀する。菖蒲車庫から根古屋までの徒歩の最中に、観光バスの車庫をバス停と勘違いする場面もあった。その後、柳生から群馬県に入り、西から北へ進路をとって栃木県へ。この日は佐野で宿泊となった。
4日目、栃木駅前の観光案内所でバスについて聞いたところ、蔵の町方面に案内される場面もあった。宇都宮へ向かうバスの車内で那須岳行きのバスの情報を発見。この後の目標を那須塩原に定めたものの、宇都宮の時点ですでに夕方だったため、氏家駅に19時前に到着したところで時間切れ。残りは約60kmであった。

Z第3弾
マドンナにラブリを迎え、日本三景のひとつ、宮城県松島から秋田県白神山地の秋田しらかみ駅を目指した。今回のコースは奥羽山脈をどこで越えるかが一行にとってのポイントとなった。
1日目、大郷町、吉岡と進み大衡村でお昼ご飯として仙台名物の牛タンを食べた。古川駅に到着したときには3人とも寝ていて、慌てて起きた羽田が「すいません、ここどこですか」と運転手に聞く場面もあった。ミヤコーバス古川営業所で新庄方面へ抜けるルートを聞いたが、バスが繋がらず断念。築館方面のバスに乗り合わせていた中学生に終点栗原中央病院ではなく築館高校前での乗り継ぎを提案され、その乗り継ぎで余裕を持ち一関駅前行きの最終バスに間に合った。駅ではギリギリでバスセンターの営業時間に間に合わず、いったん平泉で宿泊し、朝に案内所へ聞き込みに戻る事とした。
2日目、一関から前沢へ。これで、一関～平泉間は1.5往復したことになる。水沢では巨大電波望遠鏡を見学。北上駅からは北上（ほくじょう）ではなく奥羽山脈を越えて横手へ向かうことを決断。ほっとゆだ駅からの徒歩の途中で日が暮れてしまい、山越えをしようとしたものの、住民の女性に「熊出るよ」と指摘された場面もあった。いったんは秋田県へ入ったものの看板にあった宿は満室で、黒沢駅で旅館へ問い合わせ岩手県に戻り宿泊した。
3日目、一行は奥羽線沿いに大曲から秋田市へ直接向かうことを考えていたものの、案内所でルートが途切れると判明、代わりに角館、田沢湖、八幡平、大館と通るルートを提案された。これに対して羽田は「けっこうおもしろそうだ」とコメントしている。鹿角花輪駅からのバスでは、田中と羽田が言い争いになったところをラブリが大判焼きを差し出してなだめる場面もあった。この日は大館で宿泊。
4日目、薬師山スキー場から二ツ井駅まで、5kmを1時間で歩き切るのが番組のハイライトとなった。走りながらもなんとか乗り継ぎに成功。能代バスステーションからあきたしらかみ駅方面への最終バスへ間に合い、ゴール成功となった。

Z第4弾
マドンナに村井美樹を迎え、岐阜県岐阜城から鳥取県鳥取砂丘を目指した。
1日目、地理に明るい村井が積極的に聞き込みをしてルートを探した。岐阜と滋賀の県境は、中山道を歩いて越えた。木之本バスターミナルに到着した一行は、北国街道の草野旅館に宿泊することになった。
2日目、村井の誕生日だったため、バスの車内で田中がケーキの代わりに弁当を渡し、村井が泣き笑いするシーンがあった。小浜駅の案内所で、バスが繋がらないため舞鶴までの約20kmを歩くか来た道を戻り近江今津駅へ行くかの二択を迫られ、戻る決断をした。近江今津駅から次のバス停まで徒歩で移動中に、琵琶湖で虹を見た。滋賀県朽木で、安曇川荘に宿泊することになった。
3日目、梅ノ木に到着した一行は、次のバスが来るまでの間、葛川で川遊びをした。三千院では、記念撮影した。園部駅では先に進みたい羽田と早く宿を探して休みたい田中・村井との間で議論になり、羽田が「バスがいっぱいあるのにステイする論理が弱い」と2人を説得して桧山行きのバスに乗った。桧山で土佐寿司の店主が宿泊先としてみずほガーデンロッジを紹介してくれたため、夕食は土佐寿司で上握りを食べた。乾杯した後で田中と村井は羽田に「さっきはすみませんでした」と謝罪した。
4日目、京都府の金浦から兵庫県の和田山駅へ向かおうとするも、デマンド制かつ平日のみ運行だった為、和田山駅へ11km歩くことに。その道中、八鹿まで繋がるバスが通り過ぎ、和田山駅から八鹿に向かうバスは2時間待ちで大幅なタイムロスを強いられてしまう。湯村温泉に16時30分過ぎに到着したが、最終バスが1時間30分前に出てしまっていたため時間切れ。残りは30kmで、八鹿行きのバスを逃した事が最後に響く形となった。

Z第5弾
当初マドンナに紅蘭を迎える予定で、ルートを決めていたが、収録数日前にドタキャンしたため、急遽小野真弓をマドンナとして迎える事になった。
徳島城を皮切りに、四国にある現存天守である丸亀城、松山城、宇和島城をチェックポイントとして立ち寄り、高知城を目指した。各城の敷地内に入り天守と写真を撮ることが、チェックポイントのクリア条件であった。
1日目は、徳島城をスタートし、その近くのバス停で鳴門行きのバスがあるのにもかかわらず情報収集の目的でJR徳島駅まで行くバスに乗車し、到着すると運転手が高松までのルートを探った結果、鳴門へ行くよう指示され、その後案内所で情報収集を行い香川県への県境をバスで抜けることができることが判明し、その後JR鳴門駅に向かうバスに乗るもスタート地点の徳島城に戻ってしまう。その後乗り継ぎは順調に進み、JR引田駅での待ち時間では限られた待ち時間内でカレーを掻き込むシーンも見られた、その後高松駅に到着し、案内所で高松空港経由で丸亀まで行けることが判明。その後初日で最初のチェックポイントである丸亀城に到達することができた。その後駅に戻ると案内所が閉まっていたことがわかり、この日は丸亀で宿泊となった。
2日目は、コミュニティバスを乗り継ぎながら進むも、徒歩での移動を余儀なくされ、その最中にバスが通過する場面が見られ、結局バスに乗ることができなかった。さらに徒歩の道中で饅頭屋に立ち寄って饅頭を購入す　し、それを走りながら食べる場面も見られたが、その後もバス停を探しつつ徒歩で近づけるも、その日のうちに愛媛県の県境に到達して、川之江駅まで着くことができた。
3日目、川之江駅からのバス車内で、終点の住友病院まで乗るか手前のイオンモール新居浜で降りるか迷った挙句、運転手に聞き込みをしないままイオンモールの方が栄えているだろうという思い込みで途中下車したが、住友病院から松山行き特急バスが出ていることが分かり、田中が「これからは何でも終点まで乗ろうね」と発言した。改めて住友病院まで進み、せとうちバスの営業所で松山行き特急バスは高速道路を通らないことを確認した。その時、営業所で小野がコーヒーを派手にこぼしてしまうハプニングがあり衣装にもコーヒーの染みがついてしまったが、前後を逆にしても着られるデザインのブラウスだったため事なきを得た。田中が今回学んだこととして「イオンと病院があったら病院をとれ」という発言をして、小野から「固定概念に惑わされるな」と叱られた。
宇和島から宿毛行きのバス車内で田中が同局の番組「田舎に泊まろう!」で世話になった人から差し入れをもらう場面があった。

Z第6弾
マドンナに大島麻衣を迎え、奈良県東大寺から岐阜県飛騨高山を目指した。
今回は徒歩区間45kmという過酷な旅となった。
1日目は、奈良の大仏を見学したり鹿と戯れたりしてからJR奈良駅へ行き、三重方面を目指して月ヶ瀬に向かう。月ヶ瀬温泉を見つけるが、月1回の定休日に当たってしまい意気消沈する。上野市駅近くの書店に立ち寄ると、羽田の著書は置いていなかったが忍者グッズの品揃えは充実しており、羽田が忍者衣装を購入して着替えた。亀山駅から平田町駅まで乗ったバスの運転手の氏名は偶然俳優と同姓同名であった。平田町駅で近鉄四日市駅までのバスは終わっていたため、ホテルに宿泊した。ナレーション担当のキートン山田が「（奈良の）鹿で始まり、鹿（鈴鹿市平田町）で終わったね」と総括した。
2日目、近鉄蟹江駅で近場を周回するバスしかなく戸惑っていると、通りかかった男性が戸田（名古屋市中川区）のバス停や金山駅まで行けることを教えてくれたため、戸田から金山を経由し栄へ行く。名古屋駅行きバスを待っていると、同じバス停にいた男性から、北上するには、とよやまタウンバスに乗る方が名古屋を経由するよりも良いと教わった。バスを待つ間にエビフライサンドをテイクアウトして食べながら、羽田の新作『5時過ぎランチ』について話題にした。日没後もバスを乗り継いで尾張一宮まで進んだ。
3日目は一宮から岐阜県へ入り、川島へ乗り継いで名鉄岐阜駅前に到着。この先美濃か関までしか路線バスはなく、どちらに乗るか決めかねていると、しびれを切らした大島が岐阜医療科学大学のある関に行こうと提案し、田中と羽田も同意した。せき東山の案内所で、美濃太田駅経由で白川町を目指すよう助言される。富加駅から美濃太田駅を目指す途中、カラオケのできるレストランで常連客の歌声を聴きながら昼食をとった。美濃太田駅からは東にある八百津町までバスで行ける事が分かり、更にその先峠を越えれば白川町へ抜けられるため八百津へ向かった。
4日目、八百津町下落合バス停から白川町赤河バス停まで約6kmの峠越えや白川町三掛バス停から下呂市焼石駅までの飛騨川沿いの12kmなど、長距離の徒歩移動を余儀なくされ過酷な状況となった。昼食は赤河バス停付近の店で購入した朴葉寿司を、金山駅でのバスの待ち時間に食べた。焼石駅から下呂駅まではバスが繋がり、下呂から高山への約50kmを直通で結ぶバスでゴールした。

Z第7弾
今回はマドンナに秋本奈緒美を迎え、宮城県塩釜駅から青森県の恐山を目指した。途中、石巻駅・釜石駅・八戸駅をチェックポイントとして立ち寄る。東日本大震災後、初めて三陸沿岸を巡るルートとなった。
1日目はバスがなかなか繋がらず、18時過ぎにチェックポイントの石巻へしか辿り着けず、番組史上最短の移動距離であった。
2日目、いまだ震災の傷跡が残る三陸沿岸をBRTや長距離バスに乗車し大きく移動距離を稼ぐ。岩手県交通の越喜来浦浜バス停に到着した時点で既に18時を過ぎていたにもかかわらず一行は14.5km先の唐丹駅を目指して峠道を歩き始めたが、途中で秋本が疲労から脚を挫いた上、日も暮れて熊が出るおそれもある事から3.5kmほど歩いたところで中断して宿に送迎してもらった。翌日に同じ地点まで送迎してもらって、残りの11kmを歩いた。過去の同事例では次の目標まで送迎を頼んでいた。
4日目は十和田市内で時刻表上は可能だった乗継が遅延により失敗、致命的な2時間のロスとなってしまう。野辺地駅で太川・蛭子時代に2人が訪れている松浦食堂に立ち寄る（現在は閉店しているが、女将が特別に一行を店内に案内した）。むつバスセンターで時間切れ、残りは約15km（バス1本・下北駅経由で2本）だった。

Z第8弾
今回はマドンナに佐藤藍子を迎え、鳥取県境港から長崎県の平戸を目指した。
1日目は松江駅の案内所で聞き込みをした結果、5分後に大東行きのバスがあると教わったが、それを逃して次の2時間後のバスまで松江城を見学する場面があった。途中6kmの歩きがあったものの、出雲市駅までしか辿り着けなかった。電鉄出雲市駅の窓口にて聞き込みをし、この日は終了。
2日目は昨夜と同じ電鉄出雲市駅の窓口で再度聞き込みした所、昨夜に応対した駅員は不在だったもの、その駅員による出雲市から西へ行くルートを調べたメモ書きが言付けとして残されていた。だが、その中で田中の名前が違っていたり、羽田が芥川賞作家ではなく直木賞作家になっていた。そのメモの甲斐もあり、第9弾と同じルートで益田まで辿り着くことができた。益田駅の案内所でその先のルートを聞き込みするもの、津和野行きの最終バスが8分前に出た後で、山口の県境まで行くバスがあると聞いたが、その先のルートがないと言われ、この日は益田で終了。
3日目はやはり第9弾と同じルートで福岡県に入り、博多バスターミナルまで行くものの、案内所が20時で終わっており、この日は終了。
4日目は甘木でバスを逃すハプニングがあったものの、順調に乗り継いで佐賀駅バスセンターまで行くことができた。その先のルート選択に一行は大いに悩み、唐津（山本）・伊万里・佐世保と経由するルートをとる。伊万里駅に19時過ぎに着いたが、伊万里から佐世保方面のバスが17時59分で終わっており、西肥バスの営業所で確認するものの佐世保まで50kmあることが判明し、断念。長崎県に入ることすらできなかった。ちなみに佐世保から平戸行きの最終バスは21時だった。

Z第9弾
今回はマドンナに真琴つばさを迎え、千葉県の野島崎灯台から福島県の大内宿を目指した。
スタート・ゴールの位置は若干違うが、第16弾と同じようなルートとなる。（特に前半2日）
番組冒頭でスタッフから今回失敗したらシリーズ終了、コンビ解散を宣告された。
1日目は3kmほどの徒歩はあったものの、千葉県内を順調に北上したが佐倉で情報が錯綜し、宿まで3kmほど歩く。しかし、この時営業所に寄ったことが翌日以降の教訓となった。
2日目はコミュニティバスを乗り継いで茨城県内に突入。石岡で乗り継ぎに失敗し1時間待つも夜7時には水戸に到着。案内所が閉まっていたため、前日の経験を活かし茨城交通茨大前営業所まで往復し情報を収集。この日は水戸で1泊。
3日目はあいにくの雨、上菅谷駅で3時間待ちが発生。その後は県境ちかく下野宮駅まで進みそこからは徒歩で県境越え。夜間で雨も降っていたため、福島県に入り最初のバス停で宿をとり送迎を頼む。
4日目は矢祭町から棚倉を経由して白河駅まで進む。大内宿へバスを乗り継ぐ場合郡山や会津若松を経由することになりゴールは難しいとの判断。しかし、新甲子から南倉沢まで（4kmのトンネルを含む）約14kmを約3時間で歩けばバスを乗り継げるとわかりこちらを選択。この判断が成功し無事にゴール成功。コンビ継続となった。
また、太川・蛭子コンビは水戸を経由（スタート）した過去2回はどちらも失敗しており、太川が「水戸は鬼門」 と発言するほどだったが、今回初めて水戸経由のルートで成功となった。

Z第10弾
今回はマドンナに水野裕子を迎え、新潟県の越後湯沢駅から山形県の山形駅を目指した。
太川がナレーターを外れ、再びキートン一人での担当となった。
1日目は新潟市を目標としたが、1本目のバスの後で六日町で約2時間、小千谷で約1時間待って、長岡到着が17時半になる等、乗り継ぎのタイミングで苦戦した。東三条で燕駅方面に向かうと決めたが燕駅行きの最終バスが終わっていた為、宿を探す序でに燕三条まで歩く。燕三条からも燕駅方面へ向かうバスはあったが、始発が9時頃と知って結局、翌朝早々に燕駅まで歩く事に決めた。
2日目はスタート早々に歩いたが、その後は新潟までスムーズにつながり、万代シテイで水野が希望した名物のバスセンターのカレーを食べた。その後、上荒沢から約12km歩くなどしながらも関川村まで辿り着いた。
3日目は途中の北中で、第7弾で太川・蛭子コンビが訪れた商店に偶然立ち寄る。清川村から次のバス停がある草薙温泉まで辿り着くが、古口駅行きの始発が11時頃と知って古口までの15kmを歩くか始発に乗るのかを悩んだ末にバスを選択する。
4日目のスタートは11時10分発のバスとなったり古口からも9kmほど歩いた。新庄駅前の重複道を通らず上金沢バス停へ乗るのに事前に地図で交差点を曲がった先にあると確認しておきながら、交差点より前の同名バス停に飛びつき反射的に時刻部を隠し徐々に開けるカメラ癖が災いし気づくのが遅れ、交差点先の本命バスを目の前で乗り逃してしまいカメラ優先癖初の失敗事例になった。新庄から先は何れも最終便ながら辛うじてスムーズにつながって無事にゴールできた。

Z第11弾
今回はマドンナに優木まおみを迎え、大分県の別府市から熊本県の阿蘇市を目指した。途中、チェックポイントとして日南駅・鹿児島中央駅が指定されていた。
徒歩移動距離がシリーズ史上3番目の長さとなる約45kmとなった。
1日目、1本目のバス内で優木が地図を見ながら「推理合戦みたいで楽しい」と喜ぶと、田中は「地図を嘘でも見つめておいた方がいいかもしれない」と慌てていた。大分駅で田中が熊本県を先に経由するルートを提案したが、無駄が多すぎるという羽田の意見もあってその詳細についての聞き込みはせず、海岸沿いを南下することにした。ロケをした日は日曜日で大分県南部のコミュニティバスが運休だったため、道の駅かまえから宮崎県まで行くには長距離を歩くしか方法がなく、それを回避して蒲江の民宿に泊まった。この日は3本しかバスに乗れなかった。
2日目、雨の山道を徒歩で登って宮崎県に入った。6㎞歩いてようやくたどり着いた直海バス停からは早朝の1本しかバスがなく、さらに古江まで5.7km歩くことになった。古江からはバスを乗り継いで宮の下まで到達し、道の駅つのまでは徒歩移動をした。この日歩いた距離は18kmにのぼった。
3日目、正午前に1つめのチェックポイントである日南駅をクリアした。幸島行きのバスを1本見送りコミュニティバスの運転手に聞き込みをしたが、バスが繋がらないことが分かり幸島に向かった。大納までの海岸沿いを6kmを歩き、次のバスを待つ間に優木が裸足で海に入り羽田から「グラビアだ」と言われた。串間駅の案内所で聞き込んだ結果、夜間のうちに県境を超えて鹿児島県まで徒歩移動した。
4日目、早朝にホテルから志布志駅までの7kmを歩き、鹿児島中央駅までバス移動してようやく2つめのチェックポイントをクリアした。川内行きのバスの待ち時間に昼食をとったが、発車時間ぎりぎりまで店内で粘ろうとする田中に向かって羽田が「何コーヒー飲んでいるんだ!」と怒鳴る場面があった。川内駅で阿久根駅方面に乗り換えるバスがすぐに来たことを田中が「乗り継ぎ地獄」と表現してしまい、優木が「地獄じゃない、天国」と言い直した。阿久根駅から水俣駅へのバス車内で県境越えをする時に、熊本県マスコットのくまモンにちなんで「熊本県だモーン」と言った。水俣から道の駅たのうらまで到達したところでリタイアした。残りの距離は100km以上あった。

Z第12弾
今回はマドンナに井上和香を迎え、石川県の加賀市から三重県の伊勢市を目指した。
今回は大事な選択を数多く見誤った。吉崎では同距離で結局通る芦原温泉駅を見逃しあわら湯のまち駅へ行き3時間遅れ、長浜駅で結局通る近江長岡駅16時30分を情報収集優先で見逃すもバス案内所・5分差で観光案内所とも営業終了、米原駅5時40分長岡駅6時も見逃し、翌朝案内所をはしごして10時台の遅い出発となった。羽田が待ち時間にコーヒーを買うとし1杯2分掛りチェーン店のような紙袋紙ホルダーが無いセブンホットコーヒーを3人分素手で運び手間取り危うくバスを乗り損ねそうになる危機、牧田上野でまもなく到着する県境の時方面バスの見落としなど。
1日目、羽田がバス旅の教訓3か条を書いた虎の巻を披露した。
桑名市内で夜10時過ぎまで短距離バスを乗り継ぎ駅前に到着、最終日を迎えるが三重県松阪市天白で残り35kmを残してリタイアした。
年末年始の放送回としては、太川・蛭子時代の第22弾から数えて5連敗となった。

Z第13弾
マドンナに東ちづるを迎え、埼玉県の大宮駅から富山県の黒部駅を目指した。
前回の失敗で勝率が再び5割となり、今回失敗となれば降板になる危機を迎えた。オープニングで番組スタッフから地図を受け取る時に「（存続ではなく）引退のかかったルート」と言われてしまった。
初日から3日目の午前中にかけては、太川・蛭子時代の第13弾や第22弾と概ね同じルートを通った。
たまたまエフエム軽井沢のスタッフ（アジュ）に声をかけられ、ラジオ番組に飛び入り出演した。
最終日、Zシリーズ開始前の特別編でも使用した平湯温泉から富山駅に向かう長距離路線で距離を稼いだ。富山駅から滑川駅間は、『旅バラ』内で放送されていた「バス旅2019第5弾」のルートを逆走する形でゴールに近づいた。持光寺バス停で降りた時点で黒部駅までの距離は徒歩移動でも到達できる距離だったが、「最後は必ずバスに乗ってゴールしなければならない」ルールの為、黒部駅に向かうバスを探すのに苦戦。徒歩移動中にバスが通過し乗り遅れる場面もみられたが、黒部市民病院で黒部駅行きのバスに無事に乗りゴールして降板を阻止した。

Z第14弾
マドンナに北原里英を迎え、ニセコからチェックポイントの幾寅駅を経由し知床五湖を目指す、Zシリーズ初の北海道でのバス旅となった。
今回は、新型コロナウイルス感染防止の為のマウスシールドを原則装着しながら行動した。
2日目の西達布からチェックポイントとなる幾寅駅へは徒歩移動となり、幾寅駅に到着した時には新得駅行きのバスの出発時刻を過ぎていたが、幸い新得駅行きのバスが遅れて到着したため何とか先に進むことが出来た。
最終日は網走駅前から斜里行きが12時台まで待たなければ乗ることができない為、このまま待ってバスを待つか、途中のバス停で降りた後、歩いて斜里に向かうか悩んだ結果、後者を選択。36度の猛暑の中、18線バス停から16km歩いて11時半過ぎに斜里に到着。到着する直前に知床五湖に向かうバスが発車していたものの、14時台に知床五湖に止まるバスがあった為、ゴール成功となった。

Z第15弾
マドンナに鈴木杏樹を迎え、高野口駅からチェックポイントの賢島と湯の峰温泉を経由し、ゴール潮岬を目指した。
今回も、新型コロナウイルス感染防止の為のマウスシールドを原則装着しながら行動した。
桜井駅での情報収集では、三重県に行くルートとして天理を経由して奈良市針町を通るルートと奈良駅から県境の奈良市石打に行くルートが候補に上がったがバスの本数が多いという情報を得て石打へ行くこととなった。道中での食事の話題では、鈴木が肉が好きだということがわかり、たどり着いた奈良駅では焼肉を食べた。
2日目は、出発が午前9時と比較的遅かった。石打に到着した時に時刻表を確認したが伊賀上野駅行きのバスが2時間後であったため徒歩で三重県入りしバスに乗った。上野駅では案内所が昼休憩で情報収集が出来ず名張市へと向かうか津市へと向かうかで迷うことになったが津市へと向かうことになった。三重会館での聞き込みでは、天白へ行くバスに乗れることは判明したものの天白から松坂へのバスは無く周辺にも宿が無いと知り、田中と鈴木は松坂に泊まろうと提案したが羽田の説得により白子へ向かうことになった。結局天白の周辺に宿は無かったが道中で松阪牛のハンバーグを食べつつ松阪駅までの6Km余りを歩ききった。駅に着いたのは23時過ぎだったが翌朝乗ることになる熊野行きのバスを発見することができた。
3日目の朝は伊勢方面へ向かうバスを探したが見つからず、昨晩見つけた熊野方面のバスを途中で降りて注連指口まで歩くルートを教えてもらった。注連指からはバスの接続がよくチェックポイントの賢島をクリアして南伊勢町神前まではスムーズに進めたものの神前で伊勢柏崎駅行きのバスが3時間待ちだと判明。タクシーを借りて展望台に行ったり食事をして待ち時間を過ごした。
最終日は、バスの遅延のせいで湯の峰温泉行きの一本前のバスを逃したが、田中が新宮駅でもらった時刻表に約2km離れた渡瀬温泉から新宮駅へ戻るバスを発見し、湯の峰温泉を観光することも無く豪雨の中を歩き、出発する寸前にバスに乗ることができた。那智勝浦での聞き込みでは、バスが繋がらないことが分かり潮岬へ向かうバスがある串本町上の宮までの15kmを歩くことになった。トイレ休憩で立ち寄った道の駅たいじでは、田中が偶然太地町町営じゅんかんバスに遭遇したものの他の2人がトイレ中だったためバスには乗らなかった。上の宮に着いたのは午後6時過ぎだったが最終バスは約20分前に出発しており、ここで断念することになった。
マドンナの鈴木は、最後「楽しかった」と言った。
この回をもってキートン山田がナレーション卒業。番組最後は、「バス旅は、まだまだ続く!バスバース!」と終わった。

Z第16弾
マドンナに梅宮アンナを迎え、岡山県の後楽園からチェックポイントの尾道と出雲大社を経由し、ゴールの山口・錦帯橋を目指した。今回はチェックポイントをどちらから回ってもよいというルールであり、一行は尾道→出雲大社の順に巡ったが、逆回りの場合尾道でロープウェイを待つとゴールできなかった。2日目に出雲市駅に到着後大社まで歩く提案が出るが、梅宮の足を考慮し見送った。
Zシリーズでは最後のゴール成功となった。
今回も新型コロナウイルス感染防止の為、マスクを原則装着しながら行動した。今回からナレーションがキートン山田から津田健次郎に変更になった。

Z17弾
マドンナに神田愛花を迎え、岩手県の宮古駅からゴールの新潟・瀬波温泉を目指したものの、最後のあつみ温泉駅で府屋までのバスを3時間待つ判断をしたことなどが響き、勝木営業所にて失敗。
なお、この回通過した真室川町から国道344号沿いに進むルートはその後2022年の庄内交通による酒田市内バス再編によって使えなくなり、庄内平野～新庄盆地間相互移動においてこのルートを用いた唯一の回となった。
この回以降、放送終了後に「答え合わせ座談会」のネット配信が行われるようになった。

Z18弾
マドンナに松井珠理奈を迎え、石川県の輪島からゴールの静岡・御前崎を目指した。松井が元SKE48ということもあり、冒頭から「名古屋方面に行きたい」と漏らしていた。1日目に能登島に渡る選択をしたこともあり富山駅まで到達した。2日目、到着した神岡営業所で高山から国道257号線沿いに中津川方面へ抜けられるという情報を得る。しかし平湯温泉で再考した結果当初の予定通り甲府方面に進むことを決め、前述のように愛知県を経由するルートを推していた松井は「どうなっても知りませんよ！」と発言した。最終的に富士見駅から下教来石や薩埵峠の夜行行軍などZでは最長の60.1kmにおよぶ徒歩を挟み、終了後に松井は「本当に無理だと思いました」と言った。
19時半前に発車する新浦安橋で最終バスを発見し、一行は清水駅行きのバスに乗車。運転手から一本で静岡駅まで出れる情報を取得したものの、最終バスが20分前に出ており、今日中の到達が困難であることが判明したためゴール失敗。これにより3度目の2連敗となった。ちなみに高山方面や名古屋方面に向かった場合はいろいろなゴールバリエーションがあった。

Z19弾
マドンナに馬場典子を迎え、群馬・谷川岳からゴールの山形・銀山温泉を目指した。1日目は谷川岳を10時過ぎに出発し、道中新潟市経由で行くことを覚悟していたが、上毛高原駅での情報収集で三国峠という長距離の徒歩などでバス路線が繋がらないことが分かり、新潟方面への乗り継ぎを断念し、急遽日光・尾瀬方面に向かうことになった。道の駅尾瀬かたしなでの情報収集で、一ノ瀬行きのバスに乗り尾瀬を抜けて檜枝岐村方面へ行く、湯元温泉行きのバスに乗って日光方面に向かう2択ルートが待ち受けていた。しかしその瞬間に一ノ瀬行きのバスに逃したこともあり、最終的には湯元温泉行きに乗ることを決断した。東武日光駅に到着すると温泉に入りたいという田中の要望で鬼怒川温泉に向かうことになった。会津若松に直接つながるバスを探すも無いことが分かり、新高徳から那須塩原方面に行く決断をしこの日は鬼怒川温泉で宿泊となった。
2日目に鬼怒川温泉駅から新高徳駅まで南下し、矢板駅から徒歩移動を強いられることもあったが、大田原市役所に向かう道中で見つけたバス停からコミュニティバスに乗車し西那須野駅に向かう。一行はその後那須塩原駅へ向かうバスに乗り継いだ。ところが那須塩原駅に到着する寸前で黒磯行きのバスとすれ違って逃すハプニングがあったが、一行は途中昼食を済ませた後に板室温泉行きのバスで黒磯駅に向かった。黒磯駅に到着すると2時間待ちというタイムロスを余儀なくされ、その後那須町営バスで県境近くまで乗車し、徒歩を強いられる場面もあるも数分後に発車する新白河駅バスに乗り継いだ。車内では馬場が「これに乗れたことに満足したらゴールできませんよ！2人とも」と発言した。一行は白河駅で下車、会津若松方面に向かう自体を断念し、郡山方面へ向かうことになり磐城石川駅に向かうバスに乗り継いだ。石川駅前バス停に18時過ぎに到着。乗り継ごうとしていた須賀川駅行きの最終バスが15分前に発車してしまったこともあり、ここでの足止めを余儀なくされた。
途中タイムロスや気温が高い中での徒歩で挑むも、山形県内で「土休日ダイヤ」にはまったこともあり乗り継ぎが上手くいかず、山交ビルバスターミナルには14時半に到着した。その後も銀山温泉に向けてバスを乗り継ぐも天童駅で2時間待ちというタイムロスを余儀なくされ、一行はさくらんぼ東根駅まで徒歩で移動したが、到着した時点では17時半過ぎであったため、18時過ぎに新庄駅行きの路線バスに乗り継いだ。山交バス尾花沢待合所には19時前に到着。最終バスが1時間前に出てしまったこともあり、営業所で聞き込むもゴール失敗。3連敗して負け越し、田中・羽田のZコンビ解散となってしまった。田中は「なんかもう、本当に悔しいです。」と発言した。

### 特番
- 『ローカル路線バス乗り継ぎの旅Z 岐阜城～鳥取砂丘 完全版SP』[99]
2021年3月13日（18:30 - 20:54）放送。Z第4弾を田中・羽田とこの旅のマドンナだった村井がVTRを観て振り返った。
- 『ローカル路線バス乗り継ぎの旅Z 全部見せます！新春大放出SP』[100]
2023年1月7日（18:30 - 20:54）放送。田中・羽田と、歴代マドンナから村井美樹（第4弾）、鈴木杏樹（第15弾）、神田愛花（第17弾）の3名（いずれも失敗した弾に出演）が八芳園に集まり、舞台裏の秘話を語るとともにコンビ解散に至るまでの歴史を振り返った。また、大島麻衣（第6弾）、真琴つばさ（第9弾）、東ちづる（第13弾）、馬場典子（第19弾）の4名がVTRでコメント出演した。ナレーションは津田健次郎。
当初は2022年10月8日（18:30 - 20:54）に『ローカル路線バス乗り継ぎの旅Z 激闘ヒストリー&大反省会SP[101][102]』として放送予定であったが、同時間帯に『世界卓球2022団体戦』の男子準決勝・女子決勝（18:00 - 20:18[103] 20:18 - 22:20[104]）が放送されたため3カ月の延期となった[105]。

## シリーズ3
『ローカル路線バス乗り継ぎの旅W』

### レギュラー放送
2023年7月22日 - 
| 放送内容 | 放送内容                  | 放送内容                                                              | 放送内容              | 放送内容                | 放送内容                                                            | 放送内容 | 放送内容 | 放送内容                                                                               | 放送内容 |        |
| 弾       | 放送日時                  | 番組タイトル                                                          | 出発地                | 目的地                  | 出演 （☆印：リーダー）                                              | ルート   | 結果     | 行程・費用                                                                             | 備考     |        |
| 2023年   | 2023年                    | 2023年                                                                | 2023年                | 2023年                  | 2023年                                                              | 2023年   | 2023年   | 2023年                                                                                 | 2023年   | 2023年 |
| -------- | ------------------------- | --------------------------------------------------------------------- | --------------------- | ----------------------- | ------------------------------------------------------------------- | -------- | -------- | -------------------------------------------------------------------------------------- | -------- | ------ |
| 1        | 7月22日 18:30 - 20:54     | ローカル路線バス乗り継ぎの旅W 日光中禅寺湖→南房総野島埼灯台           | 栃木県 （中禅寺湖）   | 千葉県 （野島埼灯台）   | 赤江珠緒〈1〉 三船美佳〈1〉 高城れに（ももいろクローバーZ）         | [ † 1 ]  | 成功     | 乗車バス：33本 走行距離：約394km 合計運賃：14,930円 徒歩回数：7回 徒歩距離：約22.6 km  |          |        |
| 2        | 12月16日 18:30 - 20:54    | ローカル路線バス乗り継ぎの旅W 山形・湯野浜温泉→青森・龍飛崎           | 山形県 （湯野浜温泉） | 青森県 （龍飛崎）       | 赤江珠緒〈2〉 三船美佳〈2〉 たけうちほのか〈1〉                     | [ † 2 ]  | 失敗     | 乗車バス：21本 走行距離：約377km 合計運賃：12,790円 徒歩回数：12回 徒歩距離：約69.3 km |          |        |
| 2024年   |                           |                                                                       |                       |                         |                                                                     |          |          |                                                                                        |          |        |
| 3        | 7月20日 18:30 - 20:54     | ローカル路線バス乗り継ぎの旅W 第3弾! 愛知県伊良湖岬～長野県善光寺     | 愛知県 （伊良湖岬）   | 長野県 （善光寺）       | 三船美佳〈3〉 たけうちほのか〈2〉 髙木菜那〈1〉 【VTR出演】赤江珠緒 | [ † 3 ]  | 失敗     | 乗車バス：28本 走行距離：約381km 合計運賃：10,600円 徒歩回数：5回 徒歩距離：約38.0km   |          |        |
| 4        | 10月12日 18:30 - 20:54    | ローカル路線バス乗り継ぎの旅W 第4弾! 兵庫県姫路城〜愛媛県松山城       | 兵庫県 （姫路城）     | 愛媛県 （松山城）       | ☆髙木菜那〈2〉 村上茉愛 ハシヤスメ・アツコ                          | [ † 4 ]  | 成功     | 乗車バス：24本 走行距離：約391km 合計運賃：11,090円 徒歩回数：8回 徒歩距離：約36.6km   |          |        |
| 2025年   |                           |                                                                       |                       |                         |                                                                     |          |          |                                                                                        |          |        |
| 5        | 5月10日 18:30 - 20:54     | ローカル路線バス乗り継ぎの旅W 第5弾 和歌山県・那智の滝→愛知県・犬山城 | 和歌山県 （那智滝）   | 愛知県 （犬山城）       | ☆髙木菜那〈3〉 野口啓代 雛形あきこ                                  | [ † 5 ]  | 成功     | 乗車バス：30本 走行距離：約499km 合計運賃：21,440円 徒歩回数：7回 徒歩距離：約26.6km   |          |        |
| 6        | 8月30日予定 18:30 - 20:54 | ローカル路線バス乗り継ぎの旅W 第6弾                                   | 長野県 （車山高原）   | 福島県 （磐梯熱海温泉） | ☆髙木菜那〈4〉 中村静香 原幹恵                                      |          |          |                                                                                        |          |        |

- 3勝2敗（勝率.600）。

W第1弾
1日目は、午前10時過ぎに中禅寺湖を出発し日光市街に入ると3人とも換気のために設置されている窓を開けて行くことができなかった日光東照宮の空気を車内に入れ込む場面も見られたが、その後JR日光駅に到着する。そして日光街道が通る交差点近くのバス停を確認するとJR宇都宮駅まで結ぶバスがあることが判明し、その後宇都宮駅に到着と案内所で係員から『真岡に行けば、茨城県に入れる』という情報をGETし、待ち時間に人気店の餃子を食べようとするも、待ち時間が長いことや出発時間が僅かになっていることもあって結局テイクアウトし、バス停で到着を待ちながら食べる場面を見られた。最寄りバス停から真岡駅への徒歩移動中、真岡線を走るSLもおかに遭遇し、歓声を上げた。駅に着くと茨城県へ直通するバスがないことがわかり、急遽予定を変更して石橋駅に向かった。その後徒歩で小金井駅に向かった末に、JR小山駅まで向かうバスがあったためそれに乗車して小山駅にたどり着いた。その時点では夜だったためこの日は小山で宿泊となった。
2日目は、小山駅から間々田駅へ向かうコミュニティバスに乗り込み、間々田駅に到着後は徒歩で県境まで向かった。茨城県に入ると古河駅に向かうバス停を発見し、循環バスで古河駅へと向かった。その後千葉県との県境に近いところまで向かうバスに乗車し、千葉県に入ると乗り継ぎが順調に進みこの日は柏までたどり着いた。その後セブンパーク アリオ柏付近で宿泊することができた。
3日目は都会だったこともあり首都圏の通勤圏だったこともあって、乗り継ぎが順調に進み夕方ごろに千葉駅に着くことができた。さらに千葉駅からも乗り継ぎが進みこの日は八幡宿駅近くで宿泊となった。
4日目は八幡宿駅を6時過ぎに出発し乗り継ぎがうまくいかないことがあったが、午前中の間に木更津駅に着くことができた。案内所で安房鴨川駅まで直接行ける長距離の路線バスがあることが判明しカフェで遅い朝食を取った末に長距離バスに乗り込み昼過ぎに安房鴨川駅に到着することができた。その後夕方ごろに館山に到着すると、野島崎灯台へ行くバスに間に合い夕方4時半ごろに野島崎灯台に到着しゴールとなった。これによりZ第16弾以来2年ぶりとなるゴール成功となった。

W第2弾
今回は高城れにに代わりたけうちほのかをゲストに迎えた。また、今回よりナレーターが日野聡に交代した。
当初は陸羽西線代行バスを使って新庄市や仙台市に抜ける想定だったが、酒田駅で時間が合わず北向きに変更。しかし念入りに聞き込んだ結果北行の古湊行バスを逃してしまったことが響き、15㎞ほど歩いて遊佐駅に到着するもバスは終了。さらに宿泊施設も全滅し途方に暮れる中、偶然出会った地域住民に7㎞手前のラブホテルを紹介してもらい、なんとか企画を続行できた。
2日目も朝から14㎞ほどの徒歩を挟み、三崎公園前バス停でギリギリの乗車。順調に五城目バスターミナルまで到達するも、時間とクマへの懸念からまたも宿泊施設に難儀し、立ち寄った飲食店に好意で泊めてもらえることになった。
3日目、途中聞き込みを挟みながら八郎潟駅から徒歩で北上していたところ、沿道の民家の駐車場に停車しているバスを見つけ、それが鹿渡駅行になるため乗車した。能代バスステーションでは大館市方面に向かうことを決めるが、深浦町方面に向かった場合ほとんど歩かずゴール可能だった。その後バスで道の駅ふたついに至り、そこから2㎞歩いた薬師山スキー場まで行けば北秋田市中心部へのバスに乗り継げるという情報を得ていながら、道の駅での買い物に時間を使い結果最終バスを15分差で逃す。結局鷹ノ巣駅まで歩くことになり、大館に宿泊。3日連続の宿泊難は回避した。
最終日は青森空港へのリムジンバスを見つけ一時的に盛り返すも、青森駅から後潟に向かうバスにうまく乗り継げず、後潟から蟹田駅まで10㎞以上歩いたものの、津軽線代行バスの最終バスは出発しておりここで失敗となった。（のちの「旅の日」ではほぼ同じ時間に後潟にいたものの、髙木や村井の脚力が幸いし最終バスに間に合い、ゴール成功となっている。）
W第3弾
今回から赤江が離脱し髙木菜那を新たにメンバーに加えた。五輪金メダリストの髙木はフィジカルに加え、情報収集能力にも長け大いに活躍したが、初日に宿泊施設への心配から東岡崎に長時間留まってしまったことに加え待ち時間の少なさもあり思うように先へ進めず、信州不動温泉さぎり荘にて失敗。
W第4弾
今回から三船が離脱し、髙木をリーダーに、ハシヤスメと村上をメンバーに迎える。これにより初期メンバーが全員入れ替わった。
初日は炎天下の中、長距離の徒歩移動を強いられ苦戦した。2日目は倉敷で瀬戸大橋ルートとしまなみ海道ルートの選択を迫られたが、その時点で新倉敷付近までのバスが残っていたことから後者を選択。3日目は新倉敷から徒歩移動を交えつつも順調に尾道まで進み、「瀬戸内海を渡る高速道路を走る路線バスには乗車可能」の特別ルールのもと、多々羅大橋を踏破した直後に大三島の最終便に待ち時間なしで乗車に成功するなどの幸運も重なって、しまなみ海道を一気に通過。3日目終了時点で今治に到達した。最終日も一本のバスで松山に乗り込む順調ぶりを見せ、午前中のうちに松山城に到達。第1弾以来の成功となった。
W第5弾
今回は野口啓代と雛形あきこをゲストに迎えた。
初日、新宮駅で熊野市駅方面のバスを逃し、八木新宮特急バスも当日便は残っておらず、後続便で熊野に向かって聞き込み、2日目の八木新宮特急利用を決断、引き返して川湯温泉に投宿した。
2日目、大和八木駅で明日香村を経由し奈良市に向かうルートの情報を得た折、案内所では13時15分のバスを案内されたものの、野口が事前にバス停で確認した先発のバスを指摘、確認し乗り込んだ結果、抜群の接続で奈良市へと至り、当日は伊賀市内に宿泊することができた。
3日目、一行は関バスセンターまでの高速バス下道利用に気づき、始発便で出発。山城駅近くの六把野バス停では方向を決めかねていた阿下喜方面行がバス停到着と同時にやってくるハプニングがあったものの、名古屋方面に向かうことを決断。途中バスの乗り逃しがありつつも、当日中に名古屋市内に到達した。
最終日、名鉄のバスセンターでは情報を得られず栄へ向かい、バス停を調査した結果小牧市に抜けるコミュニティバスのルート（元祖14弾及びZ6弾でも登場）をみつけ、16時半ごろに犬山城城前広場にゴールした。

## テレ東系旅の日企画

### テレ東系「旅の日」7時間テレビ★人気4番組が460kmガチ旅リレー
テレビ東京開局60周年特別企画『テレ東系「旅の日」7時間テレビ★人気4番組が460kmガチ旅リレー』参加4番組中の第3走者。修善寺で第2走者の『大久保・川村の温泉タオル集め旅』からタスキを受け取り、浜松城で第4走者でアンカーの『出川哲朗の充電させてもらえませんか?』にタスキを渡した。ナレーションは『バスVS鉄道』の服部伴蔵門。
| 放送日時                       | 番組タイトル                 | 出発地            | 目的地            | 出演者 | ルート  | 結果 | 行程・費用                                                       | 備考 |
| ------------------------------ | ---------------------------- | ----------------- | ----------------- | --- | ------- | ---- | ---------------------------------------------------------------- | ---- |
| 2024年 3月20日 18:25 - 20:20頃 | ローカル路線バス乗り継ぎの旅 | 静岡県 （修善寺） | 静岡県 （浜松城） | 【走者】太川陽介 【ゲスト】1日目：村井美樹、安田章大（SUPER EIGHT） 2日目：髙橋海人（King & Prince）、関口メンディー（GENERATIONS from EXILE TRIBE）、玉城ティナ | [ † 1 ] | 成功 | 乗車バス：18本 合計運賃：8800円 徒歩回数：8回 徒歩距離：約26.7km |      |

### テレ東系 旅の日～ローカル路線バス乗り継ぎの旅8時間SP～
2024年12月28日・29日両日の17時55分から22時10分に「テレ東系 旅の日」の第2弾として放送された。シリーズ1に出演した太川陽介とシリーズ3に出演している髙木菜那がそれぞれ走者（リーダー）となり、千葉県・成田山新勝寺から青森県・龍飛崎までの4区間を8日間かけて交互にリレーしながらつないだ。
ナレーターも区間ごとに、『水バラ ローカル路線バス乗り継ぎ対決旅 陣取り合戦』のバカボン鬼塚が1区と3区を、『ローカル路線バス乗り継ぎの旅W』の日野聡が2区と4区を交互に担当した。
| 区間 | 放送日時                      | タイトル                                                              | 出発地                  | 到達地            | 出演者 | ルート  | 移動距離累計   | 行程・費用                                                          | 備考 |
| ---- | ----------------------------- | --------------------------------------------------------------------- | ----------------------- | ----------------- | --- | ------- | -------------- | ------------------------------------------------------------------- | ---- |
| 1区  | 2024年 12月28日 17:55 - 22:10 | テレ東系旅の日★ローカル路線バス乗り継ぎの旅!史上最長800キロ超えSP     | 千葉県 （成田山新勝寺） | 栃木県 （黒磯駅） | 【走者】太川陽介 【ゲスト】信子（ぱーてぃーちゃん） 【1日目ゲスト】水谷隼 【2日目ゲスト】草薙航基（宮下草薙）              | [ † 1 ] | 約167km        | 乗車バス：11本 合計運賃：6,800円 徒歩回数：2回 徒歩距離：約1.8km    |      |
| 2区  | 2024年 12月28日 17:55 - 22:10 | テレ東系旅の日★ローカル路線バス乗り継ぎの旅!史上最長800キロ超えSP     | 栃木県 （黒磯駅）       | 山形県 （新庄駅） | 【走者】髙木菜那 【ゲスト】佐々木彩夏（ももいろクローバーZ） 【3日目ゲスト】川村エミコ（たんぽぽ） 【4日目ゲスト】高島礼子 | [ † 2 ] | 約247km約414km | 乗車バス：14本 合計運賃：12,880円 徒歩回数：10回 徒歩距離：約34.4km |      |
| 3区  | 2024年 12月29日 17:55 - 22:10 | テレ東系旅の日【第二夜】ローカル路線バス乗り継ぎの旅!極寒みちのく旅SP | 山形県 （新庄駅）       | 秋田県 （秋田駅） | 【走者】太川陽介 【ゲスト】神田愛花 【5日目ゲスト】澤穂希 【6日目ゲスト】酒井貴士（ザ・マミィ）                            | [ † 3 ] | 約146km約560km | 乗車バス：6本 合計運賃：4,330円 徒歩回数：4回 徒歩距離：約32.9km    |      |
| 4区  | 2024年 12月29日 17:55 - 22:10 | テレ東系旅の日【第二夜】ローカル路線バス乗り継ぎの旅!極寒みちのく旅SP | 秋田県 （秋田駅）       | 青森県 （龍飛崎） | 【走者】髙木菜那 【ゲスト】村井美樹、松村沙友理                                                                            | [ † 4 ] | 約240km約800km | 乗車バス：14本 合計運賃：8,890円 徒歩回数：7回 徒歩距離：約38km     |      |

|          | 全区間総計 |
| -------- | ---------- |
| 乗車バス | 45本       |
| 合計運賃 | 32,900円   |
| 徒歩回数 | 23回       |
| 徒歩距離 | 約107.1km  |

### テレ東系 旅の日～充電旅&バス乗り継ぎ旅で7時間SP～
2025年6月5日、同月21日・22日に『テレ東系 旅の日～充電旅&バス乗り継ぎ旅で7時間SP～』を放送することが発表された。第1区（鳥取県・大神山神社奥宮〜鳥取砂丘）を出川哲朗率いる「出川哲朗の充電させてもらえませんか?」チームが、第2区を髙木菜那が率いる「ローカル路線バスの旅W」チームが、アンカーとなる第3区を太川陽介が率いる「ローカル路線バス乗り継ぎの旅」チームがリレーして500kmほどを走破し、ゴールの岐阜県・郡上八幡城（実際は郡上八幡城下町プラザ）を目指した。
 ナレーターも区間ごとに、『ローカル路線バス乗り継ぎの旅W』の日野聡が2区を、『水バラ ローカル路線バス乗り継ぎ対決旅 陣取り合戦』のバカボン鬼塚が3区を担当した。
| 区間 | 放送日時                     | タイトル                                                       | 出発地                    | 到達地                          | 出演者 | バス旅ルート 行程・費用                                                                                          | 移動距離累計                  | 備考 |
| ---- | ---------------------------- | -------------------------------------------------------------- | ------------------------- | ------------------------------- | --- | --- | ----------------------------- | ---- |
| 1区  | 2025年 6月21日 18:30 - 21:24 | テレ東系「旅の日」充電旅&バス旅W&バス旅7時間コラボSP【第一夜】 | 鳥取県 （大神山神社奥宮） | 鳥取県 （鳥取砂丘）             | 「出川哲朗の充電させてもらえませんか?」 【走者】出川哲朗 【2日目ゲスト】飯尾和樹（ずん） 【3日目ゲスト】長嶋一茂                             | 「出川哲朗の充電させてもらえませんか?」 【走者】出川哲朗 【2日目ゲスト】飯尾和樹（ずん） 【3日目ゲスト】長嶋一茂 | 約100km（実走約136km）約100km |      |
| 2区  | 2025年 6月22日 18:30 - 22:24 | テレ東系「旅の日」充電旅&バス旅W&バス旅7時間コラボSP【第二夜】 | 鳥取県 （鳥取砂丘）       | 滋賀県 （近江今津駅）           | 「ローカル路線バス乗り継ぎの旅W」 【走者】髙木菜那 【ゲスト】柏木由紀、土屋アンナ                                                            | 乗車バス：10本 合計運賃：5.750円 徒歩回数：5回 徒歩距離：約41.1km                                                | 約240km約340km                |      |
| 3区  | 2025年 6月22日 18:30 - 22:24 | テレ東系「旅の日」充電旅&バス旅W&バス旅7時間コラボSP【第二夜】 | 滋賀県 （近江今津駅）     | 岐阜県 （郡上八幡城下町プラザ） | 「ローカル路線バス乗り継ぎの旅」 【走者】太川陽介 【マドンナ】高橋尚子 【6日目ゲスト】井ノ原快彦（20th Century） 【7日目ゲスト】ウエンツ瑛士 | 乗車バス：12本 合計運賃：4,870円 徒歩回数：11回 徒歩距離：約44.6km                                               | 約160km約500km                |      |

・3勝0敗（勝率．1000）

## ネット局
『土曜スペシャル』を通常時同時ネットとしていない、テレビ北海道、テレビ大阪、TVQ九州放送もこの番組だけは番販遅れネットで放送 されていて、2時間の短縮版 として火曜日または土曜日に放送される。
テレビ東京系列の置局のない県において、『土曜スペシャル』をテレビ東京と通常時同時ネットしている名阪地区の独立局の一部 で放送されるほか、『土曜スペシャル』をテレビ東京と通常時同時ネットしていない、名阪地区の独立局の一部あるいは4大系列局のいずれかで放送される県もある（回により放送される系列が変わることがある）。系列外番販ネット局（一部の独立局を含む）では週末の午後に放送されることが多い。また、一部ネット局では完全版や短縮版を2回から3回に分けて放送することがある。
テレビ東京系列のBSデジタル放送局BSテレ東（2018年9月まではBSジャパン）でも不定期で放送されているが、テレビ東京での本放送より遅れて放送される ほか、再放送の機会も比較的多い。近年、テレビ東京では2時間半での放送となっているが、BSテレ東では2時間弱に編集したものを放送する場合がある。なお、2015年4月から第1弾からの再放送（一部回を除く）が基本的に第1もしくは第2木曜に実施されている。BSジャパン/BSテレ東での再放送は第13弾 と東日本大震災前の被災地を通る第5、6弾は再放送されていなかったが、2019年10月から「ローカル路線バス乗り継ぎの旅Classic」としてほぼ毎週月曜に2時間短縮版が放送となり、5、6弾の再放送も解禁された。一方で、第13弾の「Classic」での再放送は欠番となっている。2020年5月に「Classic」が最終回である第25弾を放送し、同年6月からはZの再放送が「Classic」と同じ時間帯で第1弾から放送。また、2021年4月より火曜日に2時間短縮版が放送となり、今回は第13弾も解禁になったが、諸事情 により第14弾は放送順を変更した。2024年1月9日にWの再放送を実施し、翌週16日よりシリーズ1の再放送が開始されるが、諸事情により第1弾は放送されず第2弾からの放送となった。また第7弾、Z第3弾、Z第8弾、Z第18弾も放送されていない。2025年2月11日にW第4弾が再放送され、Zの「新春大放出SP」を挟んで、2月25日、シリーズ1の第1弾からの再放送がスタートした。2025年4月から放送が月曜日に変更になった。能登半島地震の被災地を通る第14弾は放送されなくなった。
放送時間が2時間を超える回の場合、ネット局の遅れ放送や再放送では短縮版やダイジェスト版が放送されたり、同時放送では番組途中からの放送（飛び乗り）となる場合がある。また、一部ネット局で完全版や短縮版を2回から3回に分けて放送したり、完全版を後日あらためて放送したり、BSジャパンで完全版や短縮版を放送するなどの対応も取られている。テレビ東京が制作した前後編版（前編の予告編、後編のおさらいのナレーションは園崎未恵）が放送されることもある。
2023年1月2日・3日（14:30 - 16:30）には、ホームドラマチャンネルでシリーズ1の第9弾・第10弾が放送された。

## スタッフ
※エンドロールのクレジットより。

### シリーズ1

#### レギュラー放送
- ナレーター：生野文治（1弾）、キートン山田（2 - 25弾）
- 構成：藤本裕
- 撮影：飛松賢一郎（1弾）、石川泰之（1,6 - 7,12,24弾）、古市義明（2弾）、長崎太資（2弾）、蓮本宗徳（3弾）、田中智裕（3弾）、田中健太（4 - 5,7,10弾）、高橋一博（4,6,8 - 23,25弾）、難波敬一（5,8 - 9弾）、富沢剛（13弾）、野澤純平（14 - 25弾）
- CA：野澤純平（12 - 13弾）
- 音声：荒井保（2弾）、小島英貴（2弾）、浅野拓道（3弾）、小林圭（3弾）、谷口貴三男（4 - 5弾）、山本直樹（4 - 5弾）、星野聡太（6弾）、山田亮佑（7,12 - 13,15 - 19,21 - 25弾）、大島草太（8弾）、伊藤量一（9弾）、落合大介（10弾）、松島博昭（14弾）、吉田貴由（20弾）
- 編集：堤晴人（1,13弾）、佐藤良正（2,9,18弾）、庄司裕幸（3,6 - 8,12,15,17,19 - 22,24 - 25弾）、遠藤英幸（4弾）、井上達生（4 - 5,10弾）、本郷孝之（14弾）、塩塚寛幸（16弾）、堀琢哉（23弾）
- MA：大矢研二（1 - 2,10,14弾）、伊東謙二（3 - 4,12 - 13,19,22弾）、武田明資（6,9弾）、宮嶌宏道（15,17 - 18,20 - 21,23 - 25弾）、上野裕（16弾）
- 音効：宇賀神守宏（1 - 3,5 - 10,12 - 25弾）、江藤純（4弾）
- リサーチ：野崎詩乃（1,9 - 10,12 - 19,22 - 24弾）、小松崎靖代（2弾）、能松あゆみ（25弾）
- 技術協力：コスモ・スペース（1 - 2,4 - 22弾）、HBCメディアクリエート（3弾）、テクノマックス（12 - 25弾）
- 協力：MAPPLE（21 - 25弾）
- 映像協力：倉沢栄一（20弾）
- 衣裳協力：wb
- 車両：高橋宏、中尾正伸
- 番宣：大石淳子（1 - 5弾）、外池由美（6 - 8弾）、長江瑠奈（9 - 10,12 - 17弾）、峰彩子（18 - 25弾）
- AD：笹村啓太（4弾）、成瀬陽介（8弾）、川﨑俊明（14 - 16弾）、野上理沙（22弾）、山下紗季（22 - 24弾）
- AP：中村智子（1 - 3弾）、市川佳子（6 - 10,12 - 20弾）、五十嵐愛実（21 - 25弾）、野上理沙（24 - 25弾）
- 制作協力[注 83]：ゼロス（1 - 22弾）、コスモ・スペース（23 - 25弾）
- ディレクター：小倉宣勇（1弾）、鹿島健城（1,5 - 7,20 - 25弾）、遠藤英幸（2 - 3弾）、宮嶋輝彰（2 - 5,8弾）、相川武史（6,9 - 10,12 - 19弾）、藤本貴之（7弾）、細工忠晴（9 - 10,12 - 21弾）、細川芳彦（22,24 - 25弾）
- プロデューサー：田中智子（1 - 4弾）、庄田早苗（1 - 6弾）、能登屋重男（1,5 - 22弾）、村上徹夫（4 - 6弾）、越山進（9 - 10,12 - 25弾）、遠藤英幸（22-25弾）、只野研治（23 - 25弾）
- チーフプロデューサー：田中智子（5 - 8弾）、斎藤勇（9 - 10弾）
- 製作：テレビ東京、PROTX

#### 特別編
- ナレーター：キートン山田
- 構成：藤本裕
- 撮影：高橋一博、野澤純平
- 音声：山田亮佑
- 編集：堤晴人
- MA：東麻奈美
- 音効：長濱麻衣子
- リサーチ：能松あゆみ
- 技術協力：テクノマックス
- 協力：住友不動産六本木グランドタワー、MAPPLE
- 番宣：峰彩子
- AD：山下紗季
- AP：五十嵐愛実、野上理沙
- 制作協力：コスモ・スペース
- ディレクター：鹿島建城、縣潤
- プロデューサー：越山進、只野研治、遠藤英幸
- 製作：テレビ東京、PROTX

#### 特番放送

##### ローカル路線バス乗り継ぎの旅大感謝祭
- ナレーター：キートン山田
- 構成：藤本裕
- TD：榎本吉雄
- CAM：末吉尚亨
- VE：宮前早智
- 音声：臼本泰一
- 照明：高柴圭一
- 音効：宇賀神守宏
- 編集：井上達生
- MA：武田明賢
- 技術協力：テクノマックス、テレビ東京アート
- 美術：齋藤宗志
- デザイン：岡野真由子
- 番宣：峰彩子（テレビ東京）
- FD：小川剛
- AP：市川佳子、野上理沙
- 制作協力：ゼロス、コスモ・スペース
- ディレクター：細川芳彦、鹿島建城
- プロデューサー：越山進、能登屋重男
- 製作：テレビ東京、PROTX

##### ローカル路線バス乗り継ぎの旅ヒストリー!10年間の軌跡全部見せますSP
- ナレーター：キートン山田
- 構成：藤本裕
- 撮影：高橋一博、野澤純平
- 音声：山田亮佑
- 編集：鈴木聡
- MA：伊東謙二
- 音効：長濱麻衣子
- 技術協力：テクノマックス
- 協力：MAPPLE
- 衣装協力：Selery、Cepica、DOUBLE STANDARD CLOTHING、enehanted、JILKY
- 車両：中尾正伸
- 番宣：増田武史
- デスク：関口奈津美
- AP：五十嵐愛実、笠原由貴
- 制作協力：コスモ・スペース
- ディレクター：鹿島健城、山下紗季
- プロデューサー：越山進、青山海太

### シリーズ2

#### レギュラー放送
- ナレーター：キートン山田（1 - 15弾）、太川陽介（1 - 9弾）、津田健次郎（16 - 19弾）
- 構成：藤本裕
- 撮影：高橋一博（1 - 15,18 - 19弾）、野澤純平（3 - 6,16弾）、関東裕子（7,11弾）、難波敬一（8 - 10,17弾）、山口芙之（12 - 16弾）、石川就（17 - 19弾）
- 音声：山田亮佑（1 - 2,4,6 - 12,14 - 19弾）、染谷一輝（3,5弾）、久場政周（13弾）
- 編集：鈴木聡（1 - 17,19弾）、但野真紗美（18弾）
- MA：宮嶌宏道（1,3 - 8,11,13 - 14弾）、小嶋雄介（2弾）、岸本権人（9弾）、上野裕（10,12弾）、大矢研二（15 - 19弾）
- 音効：長濱麻衣子
- リサーチ：能松あゆみ（1 - 7弾）
- 技術協力：テクノマックス、スタジオWELT（2弾）
- 協力：MAPPLE、第一興商（6弾）、平湯館（13弾）、昭文社（14弾）、COOKAI（15弾）
- 衣裳協力：（省略）
- 車両：中尾正伸
- 番宣：峰彩子（1弾）、増田武史（2 - 6弾）、岩田牧子（7 - 8弾）、村田豪（9 - 14弾）、石津早也果（15 - 18弾）、山本真己（19弾）
- AD：山下紗季（1 - 3弾）、都野守貴裕（4弾）、竹村太平（6 - 8弾）、大谷実希（10 - 13弾）、杉山颯（14 - 18弾）
- デスク：関口奈津美（2 - 9弾）、富里美雪（10 - 19弾）
- AP：野上理沙（1 - 4弾）、笠原由貴（2-19弾）、五十嵐愛実（1,5 - 19弾）、清水洋子（11 - 13弾）、向山麻子（19弾）
- 制作協力：コスモ・スペース
- ディレクター：細川芳彦（1弾）、鹿島健城（1 - 10弾）、山下紗季（4 - 19弾）、藤本貴之（14,17 - 19弾）
- 演出：鹿島健城（11 - 19弾）
- プロデューサー：遠藤英幸（1 - 3弾）、越山進（1 - 10弾）、青山海太
- チーフプロデューサー：越山進（11 - 19弾）
- 製作：テレビ東京、PROTX

#### 特番放送

##### ローカル路線バス乗り継ぎの旅Z 岐阜城～鳥取砂丘 完全版SP
- ナレーター：キートン山田、太川陽介
- 構成：藤本裕
- 撮影：高橋一博、関東裕子
- 音声：星野知世
- 編集：鈴木聡
- MA：宮嶌宏道
- 音効：長濱麻衣子
- 番宣：石津早也果
- 技術協力：テクノマックス
- 協力：MAPPLE
- 衣装協力：suzuki takayuki、FABRICE
- 車両：中尾正伸
- AD：杉山颯
- AP：笠原由貴、五十嵐愛実
- デスク：富里美雪
- 制作協力：コスモ・スペース
- ディレクター：鹿島健城、山下紗季
- プロデューサー：越山進、青山海太
- 製作：テレビ東京、PROTX

##### ローカル路線バス乗り継ぎの旅Z 全部見せます!新春大放出SP
- ナレーター：津田健次郎
- 構成：藤本裕
- 撮影：高橋一博、難波敬一
- 音声：日下部巌
- 編集：鈴木聡
- MA：大矢研二
- 音効：長濱麻衣子
- 番宣：山本真己
- 技術協力：テクノマックス
- 協力：MAPPLE、八芳園
- 衣装協力：TAKEO KIKUCHI、Wild Lily、a+koloni
- AP：笠原由貴、五十嵐愛実、向山麻子
- デスク：富里美雪
- 制作協力：コスモ・スペース
- ディレクター：山下紗季
- 演出：鹿島健城
- プロデューサー：青山海太
- チーフプロデューサー：越山進
- 製作：テレビ東京、PROTX

### シリーズ3
※第4弾は未確認。

#### レギュラー放送
- ナレーター：津田健次郎（1弾）、日野聡（2 - 5弾）
- 構成：藤本裕
- 撮影：関東裕子（1弾）、難波敬一（1 - 2弾）、石川就（2 - 5弾）、浅野沙綾（3 - 5弾）、佐藤拓弥（5弾）
- 音声：山田亮佑
- 編集：但野真紗美（1弾）、鈴木聡（2弾）、森泉洋平（3弾）、賀古勝利（5弾）
- MA：髙橋知世（1弾）、岩佐早紀子（2 - 3弾）、椛澤泰裕（5弾）
- 音効：長濱麻衣子
- 番宣：山本真己（1 - 3弾）、水野美帆（5弾）
- 技術協力：テクノマックス（1弾）、FK studio（2弾）、imagica（3弾）、G Link Studio（5弾）
- 協力：MAPPLE
- 衣裳協力：（省略）
- 車両：中尾正伸
- 制作進行：竹村太平（1弾）、臼方誠道（1弾）、青木虹太（2 - 5弾）、田崎泰子（2 - 3弾）
- AP：笠原由貴、向山麻子
- デスク：富里美雪
- 制作協力：コスモ・スペース、IMAGICA（5弾）
- ディレクター：山下紗季、杉山楓（5弾）
- 演出：鹿島健城
- プロデューサー：青山海太、五十嵐愛実
- チーフプロデューサー：越山進
- 製作：テレビ東京、PROTX

### テレ東系旅の日

#### テレ東系「旅の日」7時間テレビ★人気4番組が460kmガチ旅リレー
※当番組パートのみ。
- 構成：渡邊勇穂
- 撮影：鈴木克典、土井崇、田中健太
- 音声：笠原祥希
- VE：木村雄
- ドローン：猪川昌哉、空村裕介
- 編集：井上達生
- MA：八嶋未菜
- 音効：久坂惠紹
- 車両：STAR LINE EXPRESS
- 技術協力：VIVIA、すたじおいろは、すたじおましゅ、戯音工房
- 協力：MAPPLE、浜松フィルムコミッション
- AD：宮本奈美恵、岩﨑紀龍、安達真登、熊田絢巴、飯島康祐
- AP：小島千明、笠原由貴、向山麻子
- デスク：富里美雪、秋場香織
- ディレクター：中込洋輔、二瓶朔也、小川将大
- 演出：松岡秀尚
- プロデューサー：高橋伸幸
- 制作協力：テレ東制作
- 製作著作：テレビ東京

#### テレ東系 旅の日～ローカル路線バス乗り継ぎの旅8時間SP～
- 構成：渡邊勇穂
- 撮影：後藤佑喜、稗田健晴、竹中哲
- 音声：中谷雄暉
- ドローン：猪川昌哉、空村裕介
- 編集：井上達生、増田直人
- MA：上野裕
- 音効：久坂惠紹、長濱麻衣子
- 番宣：矢野由磨、村田真琴
- 車両：STAR LINE EXPRESS
- 協力：MAPPLE
- 技術協力：すたじおましゅ、戯音工房、すたじおいろは、イメージランド、FK studio
- AD：安達真登、真柄武史、吉田武蔵、小柿将喜
- AP：笠原由貴、奥田照美、小島千明
- デスク：富里美雪、秋場香織
- ディレクター：中込洋輔、永島糧、木塚圭司、越智優、小川将大
- 演出：松岡秀尚
- 総合演出：鈴木拓也
- プロデューサー：杠政寛、高橋伸幸、溝田和史、佐藤竜太、青山海太
- チーフプロデューサー：小平英希
- 制作協力：テレ東制作
- 製作著作：テレビ東京

## 関連商品

### DVD
いずれも、発売元：テレビ東京、販売元：ハピネット。
＜第1弾＞（2014年4月2日発売）
- ローカル路線バス乗り継ぎの旅第8弾 京都～出雲大社編　本編86分
- ローカル路線バス乗り継ぎの旅第12弾 松阪～松本城編　本編112分

＜第2弾＞（2015年1月6日発売）
- ローカル路線バス乗り継ぎの旅第9弾 出雲～枕崎編　本編86分+映像特典24分（太川&蛭子はじめてのトークショー前編）
- ローカル路線バス乗り継ぎの旅第10弾 四国ぐるり一周編　本編75分+映像特典33分（太川&蛭子はじめてのトークショー後編）

＜第3弾＞（2016年2月2日発売）
- ローカル路線バス乗り継ぎの旅第3弾 函館～宗谷岬編　本編83分+映像特典15分（歴代マドンナ集合!大感謝祭 未公開映像集 前編）（太川&蛭子 DVD発売コメント）（THE MOVIE予告編）
- ローカル路線バス乗り継ぎの旅 米沢～大間崎編　本編109分+映像特典14分（歴代マドンナ集合!大感謝祭 未公開映像集 後編）（太川 蛭子DVD発売コメント）（THE MOVIE予告編）

＜第4弾＞（2017年4月4日発売）
- ローカル路線バス乗り継ぎの旅第7弾 青森～新潟編　本編83分
- ローカル路線バス乗り継ぎの旅 大阪城～兼六園編　本編161分

＜第5弾＞（2018年1月6日発売）
- ローカル路線バス乗り継ぎの旅 御殿場～直江津編　本編109分
- ローカル路線バス乗り継ぎの旅 錦帯橋～天橋立編　本編111分

＜第6弾＞（2019年4月26日発売）
- ローカル路線バス乗り継ぎの旅 山口～室戸岬編　本編107分
- ローカル路線バス乗り継ぎの旅 宮崎～長崎編　本編107分

＜第7弾＞（2020年12月2日発売）
- ローカル路線バス乗り継ぎの旅第13弾新宿～新潟編　本編157分
- ローカル路線バス乗り継ぎの旅 館山～会津若松編　本編148分

いずれの巻も太川、蛭子、その回に登場したマドンナによるオーディオコメンタリーと蛭子能収イラストギャラリーを収録している。
またチャプターリストを兼ねた旅の経路マップ（二つ折り）が付いていて、表紙に（ネタバレ注意!）の表記がある。これは失敗した回は経路が途中で終わっているためである。
テレビ放送ではBGMをいろいろなサウンドトラックから流用しているが、DVDでは独自のもの（一部テレビで使われたものもあり）に差し替えられている。
物によっては短縮版をさらに縮めた内容となっている（発売承諾の取れない人～途中で会った人と会話しているシーンなどはカットもしくはぼかしになっている）
なお、レンタル用のソフトのメニューは本編再生ボタンのみでチャプターメニュー・オーディオコメンタリーや映像特典の収録なし、字幕も未対応。

### バスコレクション
いずれもトミーテックよりバスコレクションとして発売されている。いずれも2台セットで、パッケージには蛭子が描いたイラストが用いられている。
- ザ・バスコレクション ローカル路線バス乗り継ぎの旅 松阪～松本城編（2015年1月発売）
  - 三岐鉄道52号車 日野・レインボー HR
  - 八風バス1216号車 いすゞ・キュービック
- ザ・バスコレクション ローカル路線バス乗り継ぎの旅2 四国ぐるり一周編（2015年9月発売）
  - 高知西南交通 日野・リエッセ
  - 宇和島自動車 三菱ふそう・エアロバス
- ザ・バスコレクション ローカル路線バス乗り継ぎの旅3 出雲～枕崎編（2015年12月発売）
  - 一畑バス いすゞ・エルガ ノンステップバス
  - サンデン交通 いすゞ・エルガ ノンステップバス
- ザ・バスコレクション ローカル路線バス乗り継ぎの旅4 函館～宗谷岬編（2016年7月発売）
  - 北紋バス 三菱ふそう・エアロスター ワンステップバス
  - 宗谷バス 三菱ふそう・エアロバス
- ザ・バスコレクション ローカル路線バス乗り継ぎの旅5 京都～出雲大社編（2016年11月発売）
  - 西日本ジェイアールバス 三菱ふそう・エアロスター
  - 全但バス いすゞ・エルガミオ ワンステップバス

### ブラウザゲーム
株式会社マピオンの運営するブラウザゲーム『ケータイ国盗り合戦』において、同じ『土曜スペシャル』の「電車&バスで行く!すごろくの旅」とともに当番組（シリーズ1）がタイアップしたキャンペーンゲームイベント「国盗りすごろく旅」を2013年8月13日から11月5日まで行うことが発表された。マピオンと株式会社テレビ東京コミュニケーションズの共同企画である。

### 公式体験型ツアー企画
テレ東トラベル（テレビ東京ダイレクトとクラブツーリズムによる共同プロジェクト）が販売する番組公式の体験型ツアー企画。
旅行当日、下記のルールを守りながら当日知らされるゴールへ向かうという内容。
番組関係者が企画協力している。
＜ルール＞
- 移動手段は路線バスと徒歩のみ。
- 情報収集は聞き込みのみで、スマホなどの使用は禁止。
- スタート時に「特製MAP」や「旅のしおり」など、最低限必要な情報は提供される。

＜実施内容＞
1. 『ローカル路線バス乗り継ぎの旅』第1回公式ツアー・入門編[115]
開催日：2023年8月26日、8月27日（追加日程）9月2日、9月3日／起点：横浜駅
※スタート時に路線バスMAPが提供されるとともに、最初に乗車する路線バスと乗継ぐバス停、ゴールまでに利用するバス会社が指定された。
※スタートからゴールまでの経費（バス運賃や食費など）は、旅行代金には含まれない。
※指定された時間までにゴールすると記念品がもらえる。
2. 『ローカル路線バス乗り継ぎの旅』第2回公式イベント・中級編 秩父バスルートで陣取り合戦
※起点：西武秩父駅
※2日分の西武観光バス1日乗車券と昼食（秩父の玉手箱弁当）、宿泊費（ルートイン西武秩父駅前、2日目の朝食込）、土産（秩父名産品）は旅行代金に含まれた。
※後日、参加者の陣取り数を番組SNSで公開。
  1. 秩父市・皆野町編2日間[116]（開催日：2024年11月2日）
  2. 秩父市・小鹿野町・横瀬町編2日間（開催日：2024年12月7日）
3. 『ローカル路線バス乗り継ぎの旅』関連日帰りツアー・入門編 秩父エリアで名所名物探し
※起点：西武秩父駅
※昼食（秩父のお宝舞茸弁当）、西武観光バス1日乗車券、土産（秩父名産品）は旅行代金に含まれた。
※使用アプリ：ALKOO by NAVITIME
  1. 秩父市・皆野町編[116]（開催日：2024年11月4日 - 30日［11日・25日を除く］）
  2. 秩父市・小鹿野町・横瀬町編（開催日：2024年12月12日 - 28日［火曜日・水曜日を除く］）

## 映画
『ローカル路線バス乗り継ぎの旅 THE MOVIE』（ローカルろせんバスのりつぎのたび ザ・ムービー）のタイトルで、2016年2月13日に公開。台北市から台湾本島最南端の鵝鑾鼻（がらんび）灯台を目指した、本シリーズ初の海外ロケである。通訳が加わる以外はTV版とほぼ同じ体制およびルールであり、全編4K撮影。
台風21号が台湾に進行する中での収録となり、3日目には台湾北部に上陸した。
なお、台湾が舞台である関係から公開直前の2016年2月6日に発生した台湾南部地震の義援金に映画売り上げの一部が寄付された。
キャッチフレーズは「旅は人生そのものだ。」
1日目、永寧から三峡行きバスに乗車したが、バスの行先の案内で高速道路経由とバス自体に書かれていたのにもかかわらず、中国語表記（「經高速公路」）だった為に3人は分からずこのバスに乗車し、高速道路に入るのが分かった時点で、高速に入って最初のバス停である恩主公醫院バス停で下車し、逆方向のバスで永寧に戻るハプニングがあった。これにより、約50分のタイムロスが生じた。
3日目には台風接近により地元バス会社全路線が運休 となり、ターミナル窓口に中国語でもそういう表記（「今日停駛」）がされていた上、西螺バスターミナル係員へ路線バスの運行状況を確認するも、中国語で「バスは終日運休」と言われたにもかかわらず、3人は分からず丸一日ずっと余分に待ち続けてしまった。このようなトラブルはあったものの、ギリギリ4日目の深夜に到着して旅は無事に成功した。

### 出演者
- 太川陽介
- 蛭子能収
- 三船美佳[118]（マドンナ）
- キートン山田（ナレーション）

### スタッフ
- 構成：釜澤安季子
- 音楽：遠藤浩二
- 主題歌：由紀さおり「人生という旅」[2]
- 撮影：高橋一博
- 音声：山田亮佑
- オンラインエディター：渋谷泰貴
- 音響効果：小山秀雄
- 整音：吉田憲義
- スタイリスト：高橋由美
- ヘアメイク：目崎陽子
- チーフコーディネーター：郭麗蘭
- 配給統括：岩波泰幸
- 営業統括：遊佐和彦
- 撮影協力：交通部観光局（台湾観光局）、台湾観光協会
- 技術協力：コスモスペース
- 制作協力：PROTX、ゼロス
- テクニカルプロデューサー：市川精也
- プロデューサー：越山進、能登屋重男、五箇公貴、遠藤英幸
- 演出：鹿島健城
- 製作：「ローカル路線バス乗り継ぎの旅　THE MOVIE」製作委員会（テレビ東京、ハピネット、BSジャパン、ローソンHMVエンタテイメント、NTTぷらら、PROTX）
- 配給：アスミック・エース

### 関連商品
DVD
- ローカル路線バス乗り継ぎの旅 THE MOVIE（2016年8月26日発売、ハピネット、BIBJ-2969、本編119分＋特典56分）

Blu-ray
- ローカル路線バス乗り継ぎの旅 THE MOVIE（2016年8月26日発売、ハピネット、BIXJ-222、本編119分＋特典56分）

### テレビ放送
地上波とBSジャパンでの放送においては、劇場公開時にはなかった、太川・蛭子・三船の発言を画面に表示する字幕が全編にわたって追加された。また、チャンネルNECOでも2017年9月に放送された。
| 回数 | テレビ局   | 放送日               | 放送時間      | 放送分数 | 視聴率 | 備考                                                                                                |
| ---- | ---------- | -------------------- | ------------- | -------- | ------ | --------------------------------------------------------------------------------------------------- |
| 1    | テレビ東京 | 2016年12月31日（土） | 13:30 - 16:00 | 150分    | 5.1%   | TXN系列局とBSジャパン（現・BSテレ東）および一部の独立局でも2016年末から2017年正月にかけ放送された。 |
| 2    | テレビ東京 | 2017年12月27日（水） | 20:50 - 23:00 | 130分    | 3.8%   | テレビ東京系列（TVQ九州放送を除く）で放送された。                                                   |

- 視聴率はビデオリサーチ調べ、関東地区・世帯・リアルタイム。

## 関連・類似番組・著作物
- 土曜スペシャル - 路線バスを乗り継いで制限日数内の目的地到達を目指す本シリーズのほかに、2018年9月15日には路線バスで奥能登を周回して、乗客全員と会話することが条件の「中山秀征の秘境路線バス乗客全員ふれあい旅」が放映された[121]。路線バス以外の交通機関では、トラックに乗せてもらうヒッチハイク、船、本シリーズとは逆に高速バスのみを乗り継いで目的地を目指す番組も製作・放映されている。詳細は「土曜スペシャル (テレビ東京)#ローカル路線バス乗り継ぎの旅シリーズ」の項を参照のこと。
  - シリーズ1の太川・蛭子コンビによる別企画
『いい旅・夢気分』単発企画枠でレギュラーによるバス旅が開始された。
2018年9月8日・同年12月8日には、太川・蛭子コンビがバスではなく鉄道に乗る「ローカル鉄道 寄り道の旅」が放映された[122][123]。

### 他局でシリーズ化・レギュラー化された類似番組
- のんびりゆったり 路線バスの旅（2010年7月19日放送開始） - NHK総合テレビで2011年4月16日から2014年3月までレギュラー放送されていた。初回のパイロット版は『NHK番組たまご』枠にて同じタイトルで放送された。レギュラー放送終了後も不定期に、特番として放送されていた。こちらも系列のBSチャンネルであるNHK BSプレミアムで放送された。
- タカトシ&温水の路線バスの旅（2012年9月8日放送開始） - フジテレビ。当初は『タカトシ&温水が行く小さな旅シリーズ』（2008年3月2日放送開始）として、タカアンドトシと温水洋一が、主に東京都内の鉄道沿線の商店街を食べ歩く旅番組であったが、2012年9月8日以降はタイトルを改め、『ぶらぶらサタデー』枠での路線バスの旅に変更、現在も放送されている。
- それがしりたい 〜ニッポンおもしろいネ〜（2012年10月放送開始） - BS-TBSで放送された番組。前身番組である『そこが知りたい』の「日本全国各駅停車路線バスの旅」が、当番組よりはるかに前に企画されたものであるとして、「類似番組の元祖」と称してBSジャパンでの再放送の裏で路線バス乗り継ぎ企画を定期的に放送していた。
- 路線バスで寄り道の旅（2013年3月3日放送開始） - テレビ朝日で2015年4月5日よりレギュラー放送されている。以前は『サンデープレゼント』で不定期に放送されていた。出演者で田中律子（シリーズ1第13弾のマドンナ）が、ナレーターで生野文治（シリーズ1第1弾のナレーター）がレギュラー参加している。こちらも系列のBSチャンネルであるBS朝日で放送されている。
- 日本の旬を行く!路線バスの旅[124]（2014年4月8日放送開始） - BS-TBSで毎週火曜日（20:00 - 20:54）放送。毎回、旅人が替わる。
- 秘境路線バスに乗って飲食店を見つける旅（2017年9月10日放送開始） - テレビ朝日。『帰れマンデー見っけ隊!!』枠内の不定期企画。初回タイトルは『秘境路線バスの旅!停留所で飲食店を見つけるまで帰れない旅』、2回目（2017年11月5日）から現在の企画名になった。なお、蛭子能収は番組を卒業後（2018年2月12日・6月18日）に、ゲストで出演している。

### 著作物における番組パロディー
- こちら葛飾区亀有公園前派出所（秋本治）
第1797話「三人バスの旅の巻」（集英社・週刊少年ジャンプ 2013年31号 - 単行本191巻第7話）
某テレビ局のオファーで警察官である両津勘吉、中川圭一、秋本麗子の三人が太川・蛭子たちと同じルールで旅をする話。